# Chiesa di Maria Santissima Annunziata (Modugno)
La chiesa di Maria Santissima Annunziata è il principale luogo di culto cattolico di Modugno, nella città metropolitana di Bari. È la chiesa matrice della città, situata in piazza del Popolo.
L'attuale struttura risale al XVII secolo ed è un ampliamento dell'originale costruzione medioevale. La facciata e l'interno hanno caratteristiche tardo-rinascimentali, l'interno accoglie gli elementi romanici, barocchi e gotici di alcune cappelle e altari laterali.
Il caratteristico campanile riprende le forme classiche dello stile romanico-pugliese.
Fra le diverse opere d'arte che la chiesa custodisce è da ricordare l'Annunciazione di Bartolomeo Vivarini.

## Storia della Chiesa

### Origini della chiesa e di Modugno

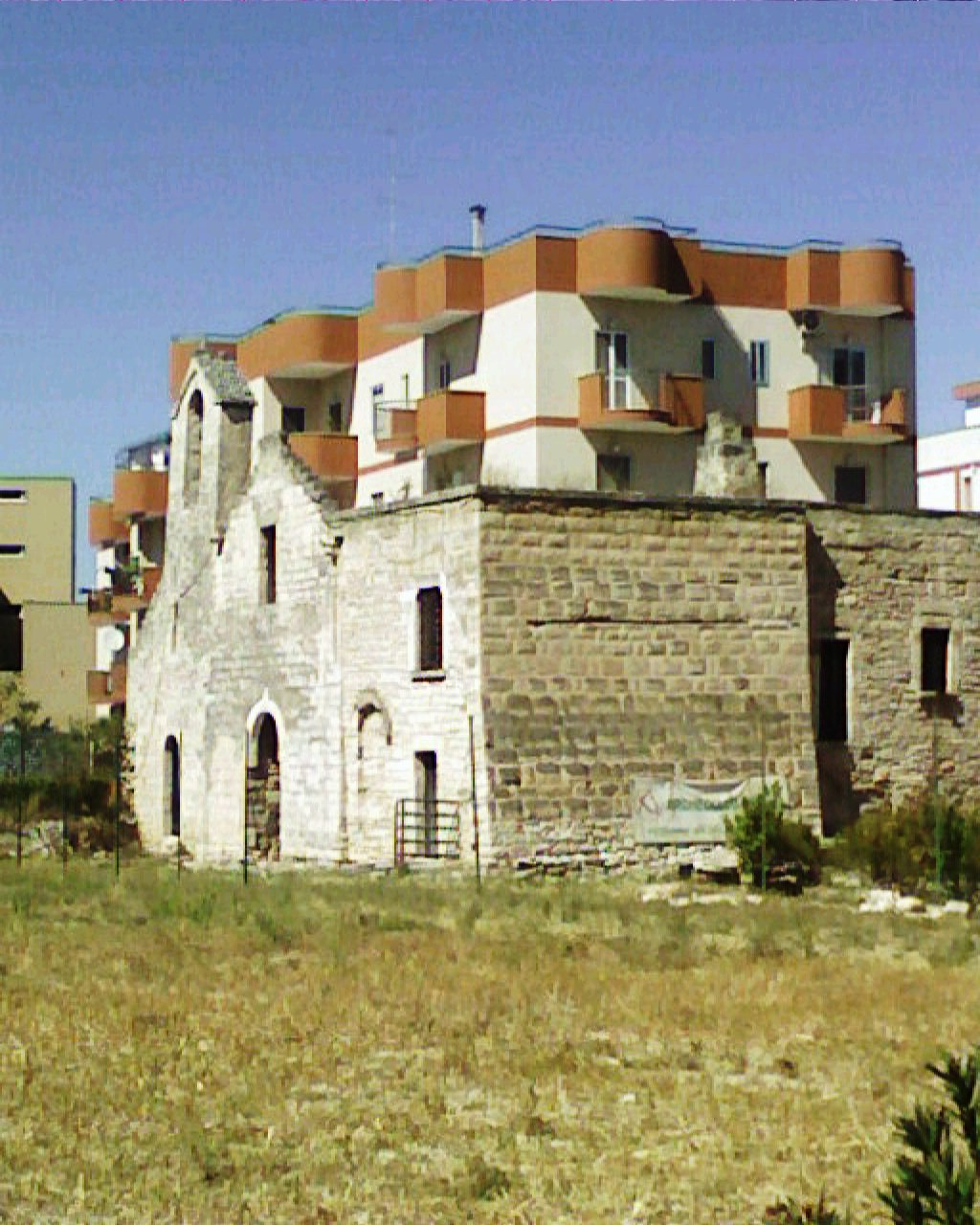
La chiesa di Santa Maria di Modugno. Fu la prima chiesa matrice di Modugno.

Il primo nucleo abitato di Modugno sorgeva lungo la via Minincia Traiana, a circa metà strada tra Bitonto e Bari, e si sviluppò, con molta probabilità, a circa un chilometro dall'attuale centro cittadino, intorno alla chiesa di Santa Maria di Modugno che fu la prima chiesa madre della città. Questa chiesa, nonostante vari restauri effettuati nel tempo da diversi arcipreti, è attualmente un rudere del quale si possono osservare solo le pareti esterne ed alcuni antichi affreschi.
Fino ai primi anni del XX secolo, il clero modugnese, si recava in processione nella chiesa di Santa Maria di Modugno (originariamente dedicata all'Assunta) due volte l'anno, il 15 agosto e il 25 aprile, per onorare la prima chiesa di Modugno.
Presumibilmente nel IX secolo il borgo che sorgeva intorno a tale chiesa venne distrutto durante le frequenti incursioni che i Saraceni compivano in Terra di Bari. La popolazione, per sfuggire agli eccidi e ai saccheggi, si rifugiò nella Motta, un piccolo castello, presidiato dalle truppe bizantine, che sorgeva su un'altura. L'attuale città di Modugno si sviluppò nei pressi di quel castello e, intorno all'anno Mille, le esigenze della crescente popolazione erano divenute tali per cui non era più sufficiente la chiesa di Santa Maria di Modugno che risultava anche essere distante dalle abitazioni. Pertanto, venne edificata la nuova chiesa, nel sito dove sorge l'attuale chiesa Matrice, e venne dedicata all'Annunziata. La prima struttura della chiesa era in stile basilicale, a tre navate.

### Sede vescovile suffraganea
Nell'XI secolo, Modugno era sotto la dominazione bizantina e gli imperatori d'Oriente affidavano il controllo delle chiese dei territori conquistati al controllo dei Patriarchi di Costantinopoli con il duplice scopo di accrescere l'influenza di questi ultimi e di contrastare i Papi di Roma. Questo atteggiamento fu una concausa dello Scisma d'Oriente che si verificò nel 1054.
I Patriarchi decisero di suddividere il territorio pugliese in tante piccole sedi vescovili senza territorio diocesano, dette suffraganee. I vescovi di queste diocesi erano sottoposti all'autorità di un vescovo metropolita.
Anche Modugno era una di queste sedi vescovili e nel 1025 venne nominata in una bolla pontificia di Giovanni XIX. Nella bolla si riconosceva al neoeletto arcivescovo di Bari Bisanzio il diritto metropolitico su alcune sedi vescovili suffraganee, fra cui "Meduneo". Successivamente si trova nominata anche nella bolla di Alessandro II (1062).
Il normanno Roberto il Guiscardo conquistò Bari nel 1071 estendendo i propri territori nel Sud Italia negli anni seguenti, fino al 1078. I Normanni, nominati vassalli del Papa, più per interesse politico che per convinzione religiosa favorirono il ritorno delle sedi vescovili sotto il controllo della Chiesa di Roma. Tuttavia, per non turbare le popolazioni abituate all'organizzazione ecclesiastica patriarcale, venne inizialmente conservata la suddivisione in sedi vescovili suffraganee. Per questa ragione in una bolla pontificia di Urbano II, datata 1089 (in quell'epoca i Bizantini avevano definitivamente lasciato i territori del Sud Italia saldamente nelle mani dei Normanni) è possibile leggere il nome di Modugno fra le sedi vescovili suffraganee che rientrano sotto il controllo dell'abate Elia, arcivescovo di Bari.

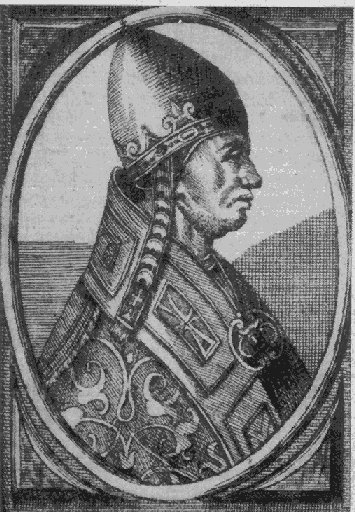
Papa Alessandro III. Sotto il suo pontificato, Modugno non era già più sede vescovile suffraganea, ma semplice territorio appartenente alla giurisdizione religiosa dell'arcidiocesi di Bari.

In seguito, però, tale impostazione venne smantellata; in una bolla di papa Eugenio III del 1152 non è più menzionata tra le diocesi suffraganee di Bari, realtà confermata da una successiva bolla di papa Alessandro III del 1172; da questo momento Modugno è un territorio appartenente alla giurisdizione religiosa di Bari.
A ricordo dell'antica dignità vescovile, Modugno conserva il privilegio di poter celebrare messa solenne con un rito chiamato messa a nove preti e che prevede, secondo il pontificale greco, la presenza di sei sacerdoti, del celebrante e di due ministri.
La consapevolezza dell'antica dignità di capitolo cattedrale è sempre rimasta viva nel clero modugnese che ne fece l'argomento principale per far ottenere alla Chiesa Matrice dalla Santa Sede, nel 1854, il titolo di Collegiata.

### I restauri nei secoli successivi alla costruzione della chiesa
Nel 1347, Bartolomeo Carafa, arcivescovo di Bari e feudatario di Modugno, temendo la discesa in Italia dell'esercito ungherese, fece fortificare la città di Modugno. Nello stesso anno fece restaurare la chiesa dedicata all'Annunziata, in quanto cadente.
Un secolo e mezzo dopo, la chiesa aveva necessità di nuovi ed urgenti restauri. Nel 1518, per far fronte alle spese necessarie, il Capitolo di Modugno chiese l'aiuto della regina Bona Sforza la quale intervenne concedendo 100 ducati. Il testo della petizione inviata dal Capitolo modugnese è di seguito riportato.
(Petizione del Capitolo di Modugno a Bona Sforza, pubblicata in V. Faenza, Vita di un Comune, Tipografia Vecchi, Trani 1899)
Nonostante il restauro cinquecentesco, all'inizio del XVII secolo si rivelò necessario, a causa della crescita demografica, un notevole lavoro di ampliamento che porterà la chiesa maggiore di Modugno alla sua struttura attuale.

### Ampliamenti del Seicento

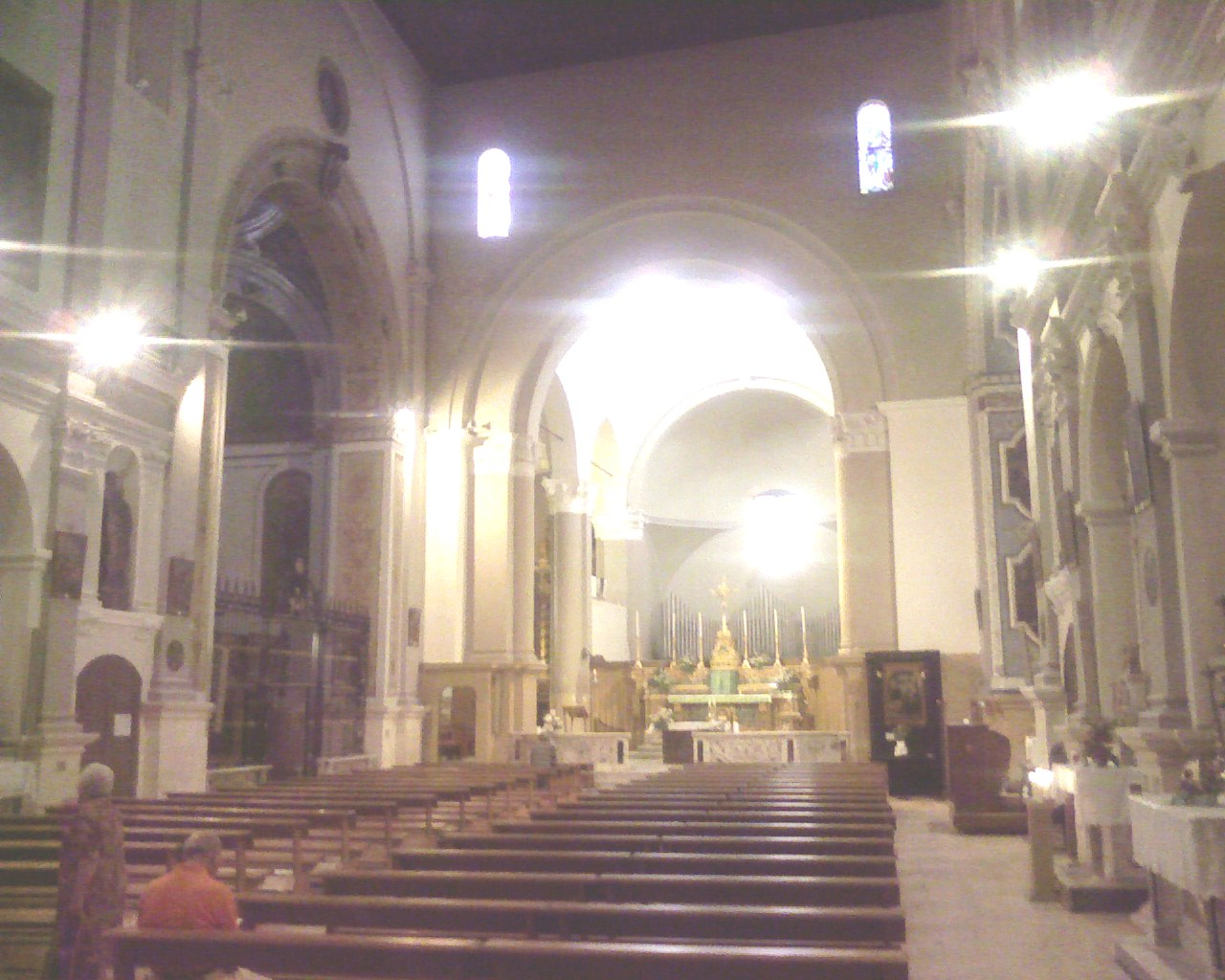
L'interno della chiesa. Il grande arco sulla sinistra conduce al Cappellone del Santissimo. L'arcone in termine della navata si apre sul presbiterio, la parte più antica della costruzione.

La vecchia chiesa non venne abbattuta, ma se ne conservò la struttura trasformandola nel presbiterio. Non è possibile conoscere quanto effettivamente si sia salvato della costruzione dell'XI secolo e quanto sia frutto di opere successive.
La vecchia chiesa aveva un'estensione pari all'attuale presbiterio e alla prima parte della navata. I lavori per la costruzione della nuova parte attuarono un allungamento dell'edificio. È possibile distinguere le due parti se si nota che la seconda è disassata rispetto alla prima, con una leggera inclinazione verso nord-ovest.
Con lo scopo dare il via ai lavori, già dagli ultimi decenni del XVI secolo la popolazione modugnese iniziò a fare lasciti in favore dell'opera. I lavori, però, poterono essere avviati solo quando l'Università (l'amministrazione cittadina, l'equivalente dell'attuale Comune) si fece carico della maggior parte delle spese.
Venne chiamato come architetto, Bartolomeo Amendola (o Amendolara) di Monopoli, il quale si occupò di fondere la preesistente costruzione con la nuova e di realizzare il campanile.
Ad un primo sguardo è difficile notare il disassamento che caratterizza la parte seicentesca della costruzione rispetto alla parte antecedente, in quanto Amendola, per camuffare questo aspetto, è intervenuto sulla disposizione dei pilastri della Cappella dell'Addolorata e del Cappellone del Santissimo.
Alcuni arcipreti modugnesi hanno voluto interpretare questa caratteristica del fabbricato come un simbolo liturgico: il presbiterio inclinato rispetto alla navata starebbe ad indicare il capo chino del Crocifisso. In effetti, questo simbolismo è stato adottato anche nella costruzione di altre chiese, tuttavia in questo caso la distorsione dell'asse della costruzione è motivata essenzialmente dall'esigenza tecnica di non poter estendersi dove erano presenti altre costruzioni.
I lavori, iniziati nel 1604, furono portati a compimento nel 1626. Tuttavia, data l'esigenza della popolazione e del clero di usufruire di un luogo dove praticare il culto, vennero innanzi tutto svolti i lavori di rifacimento della parte più antica della costruzione che compresero anche la costruzione della sezione inferiore del campanile che forma un corpo unico con l'edificio. Questa prima parte dei lavori venne conclusa intorno al 1615, data riportata su un organo presente nella chiesa. Inoltre, è un dato di fatto che nel 1622, nella chiesa si svolgevano regolarmente funzioni religiose: il 13 novembre di quell'anno un fulmine colpì la chiesa mentre si compivano riti sacri provocando la morte di tre sacerdoti e di tre chierici; nella cronaca di quell'evento è riportata la presenza dell'organo al fianco dell'altare maggiore.
La consacrazione della nuova chiesa, dedicata anch'essa come la precedente alla santissima Annunziata, avvenne il 15 novembre 1626 il presenza dell'arcivescovo Ascanio Gesualdo, dell'arciprete Camillo Cerri e del sindaco Donato Olimpio.
Nell'occasione venne apposta una lapide sulla facciata, a sinistra della porta d'ingresso. La lapide riporta la seguente iscrizione:
PHILIPPO IV REGNANTE
ASC. GES. PATRIARCA COSTAN.
ARCHIEPIS. BAREN. ET CAN.
SEDIS BELG. ET GERM. LEGAT. FUNCTUS
TEMPLUM HOC AD HONOREM
BEATISS. VERGINIS MARIAE ANNUNCIATAE
CONSECRAVIT
SUB SINDACATU DONATI OLIMPII
DIE XV NOVEMBRIS MDCXXVI»
Filippo IV regnante
Ascanio Gesualdo Arcivescovo di Bari
e Canosa e Patriarca di Costantinopoli
legato pontificio di Belgio e Germania
questo tempio in onore
della Beata Vergine Annunziata
consacrò
essendo sindaco Donato Olimpio
15 novembre 1626»
(Iscrizione della lapide sulla facciata della Chiesa Maria santissima Annunziata di Modugno)

### Gli interventi successivi
Anche se la consacrazione della chiesa avvenne nel 1626, alcuni lavori furono completati oltre questa data. Il cappellone laterale è stato realizzato nel 1642. L'altare maggiore risale al 1666. La copertura del tetto venne ultimata solo nel 1698 come si evince dalla data incisa nel timpano della facciata. In quello stesso tempo venne realizzato anche il soffitto ligneo dipinto da Domenico Scura.
Nel 1717 furono collocate sul portale d'ingresso le due statue dell'Annunciazione.
Nel 1907 venne edificato l'altare dedicato a san Rocco e nel 1911 l'arciprete Alberto Romita fece restaurare l'altare dell'Addolorata. Tra il 1936 e il 1939 l'arciprete Federico Alvigni provvide alla realizzazione di una serie di interventi come la sostituzione del pavimento preesistente con tavelloni di cemento realizzati dalla cementeria di Modugno, il consolidamento della tettoia, il restauro pittorico del soffitto ligneo, la creazione di nicchie con statue, la sostituzione degli altari in tufo con quelli in marmo, il restauro degli affreschi e dei quadri nel cappellone del Santissimo e il restauro del campanile.
Negli anni settanta furono iniziati degli interventi di consolidamento del campanile e della tettoia della navata, ma non furono portati a termine per mancanza di fondi.

## Descrizione della chiesa

### Architettura
Sia all'esterno che all'interno della chiesa si nota la coesistenza di diversi stili architettonici. Alla facciata tardo-rinascimentale si contrappone il campanile che, seppur della stessa epoca, ha le forme del romanico pugliese. Al romanico del presbiterio, con archi e colonne, si accompagna lo stile tardo-rinascimentale della navata, con lineamenti sobrî e severi che talora entrano in contrasto con il barocco di alcune cappelle e gli elementi multicolori inseriti nel XX secolo.
Il fabbricato secentesco a navata unica è lungo 45 metri e largo 14 e ingloba la precedente chiesa che comprende parte della navata e il presbiterio, lungo da solo 17 metri. Le decorazioni nell'interno della chiesa risultano armoniche nell'insieme.

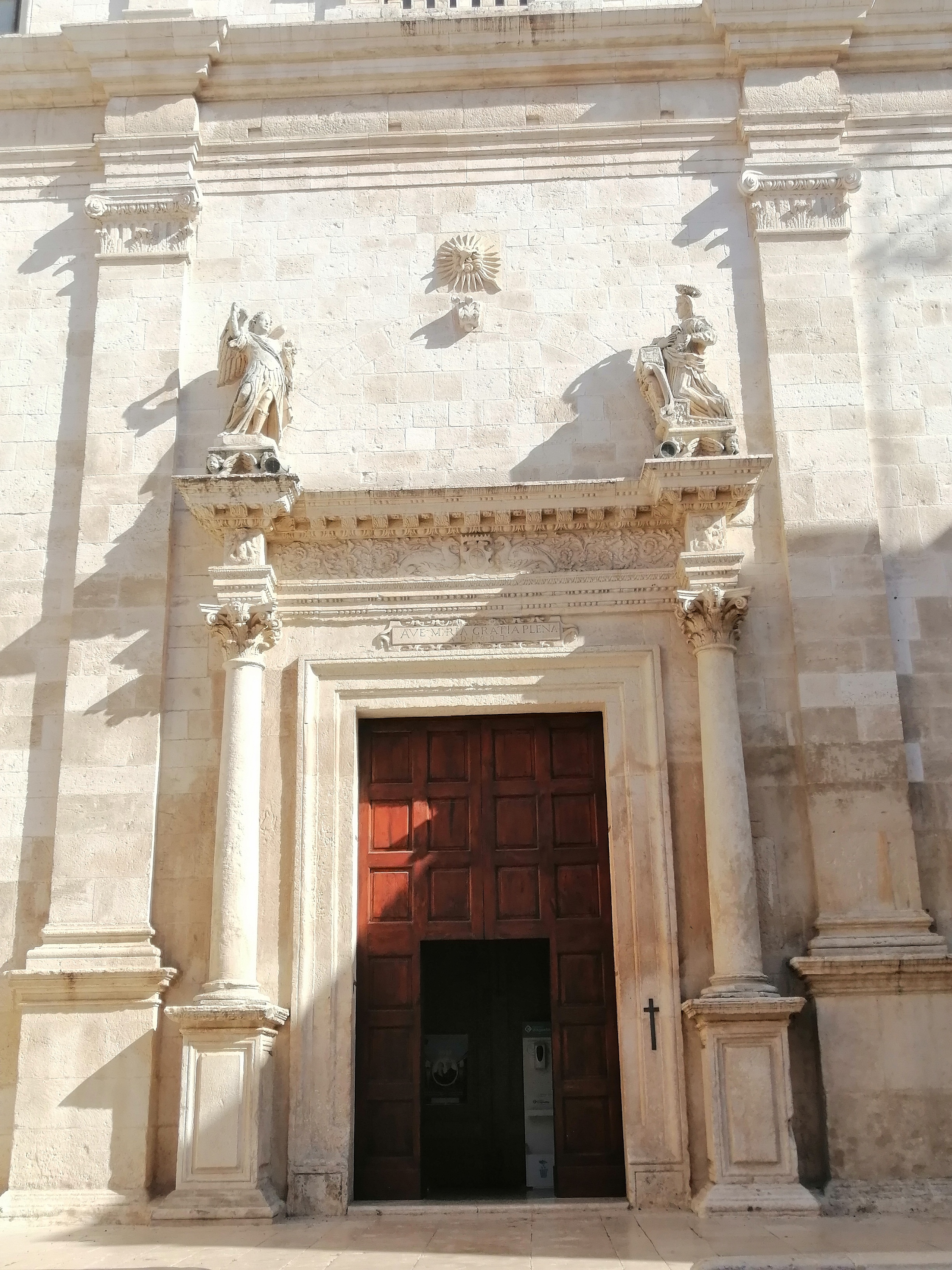
Dettaglio dell'ingresso principale alla chiesa

### La facciata

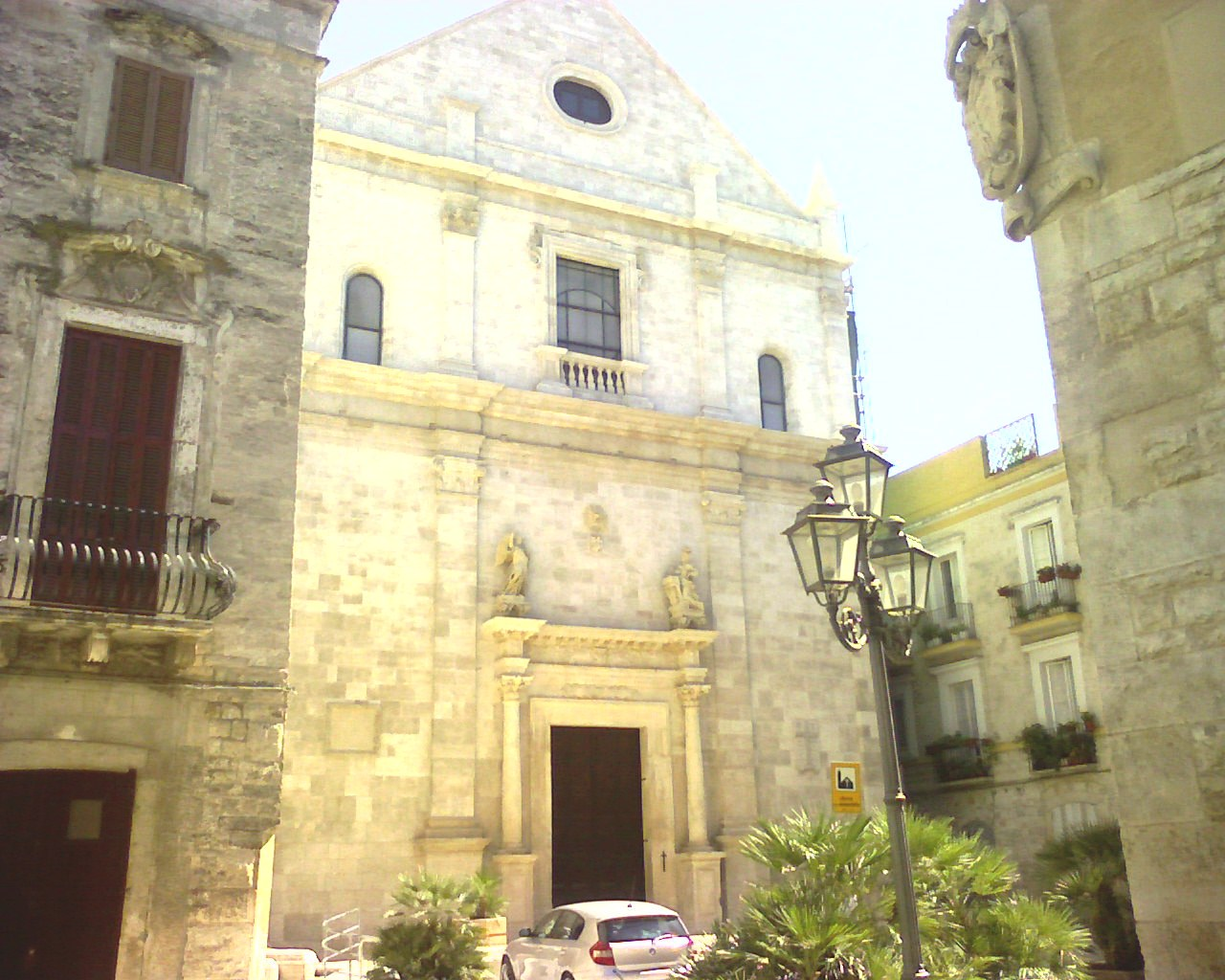
La facciata della chiesa Maria santissima Annunziata di Modugno

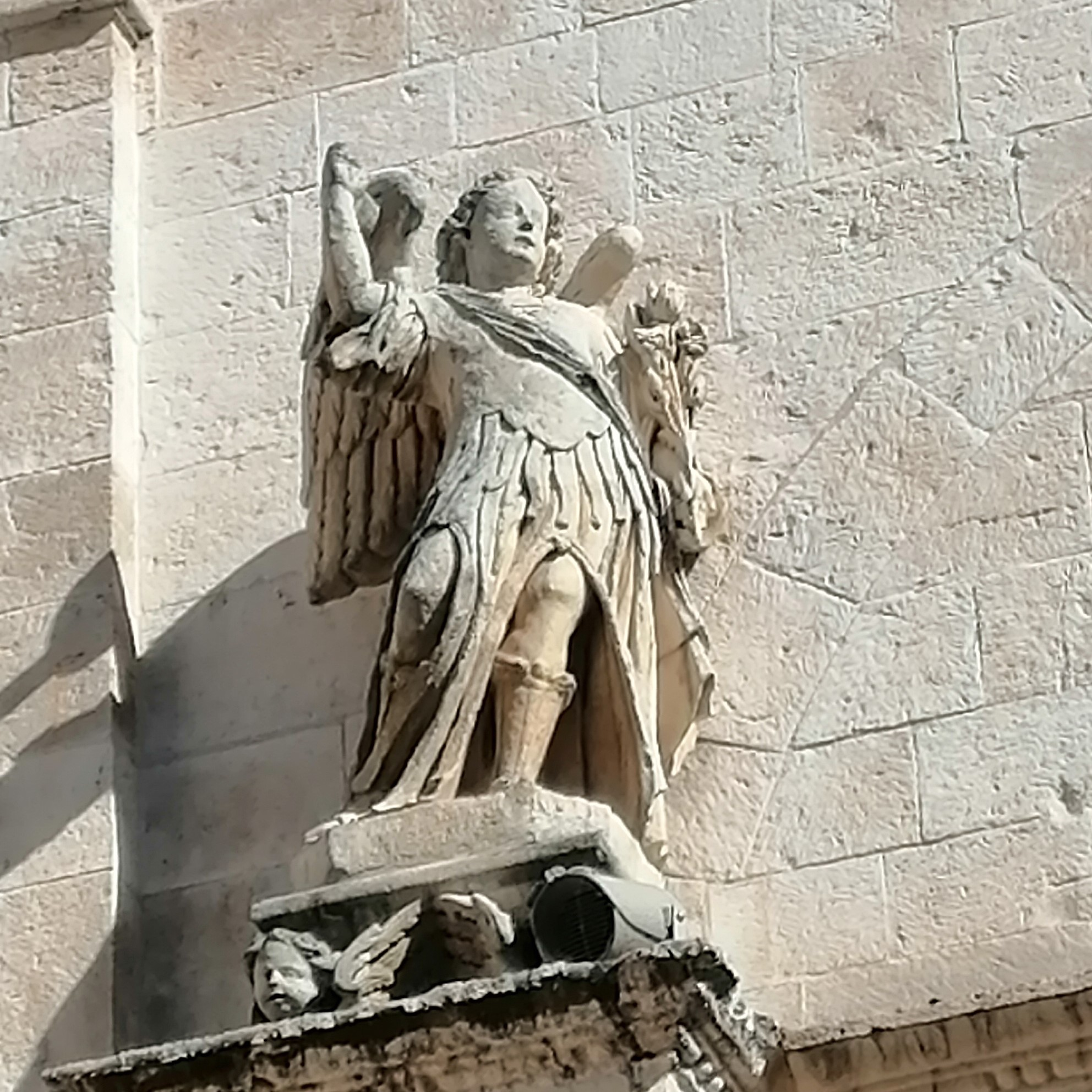
Dettaglio della statua a tutto tondo raffigurante l'arcangelo Gabriele presente nella parte superiore dell'architrave

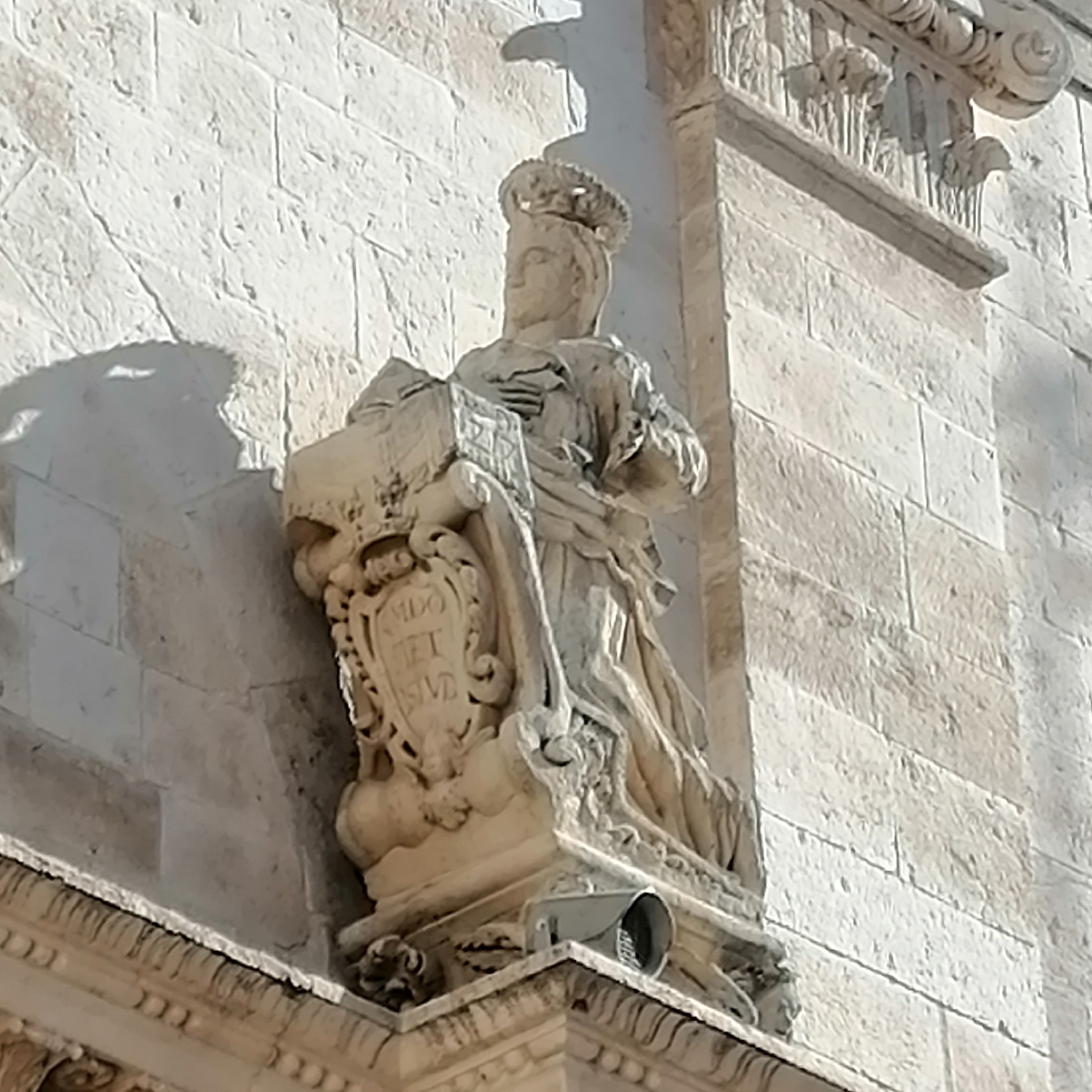
Dettaglio della statua a tutto tondo raffigurante l'Annunziata presente nella parte superiore dell'architrave

Il prospetto della chiesa Maria santissima Annunziata segue lo schema architettonico tardo-rinascimentale che caratterizza molti palazzi storici modugnesi. La facciata, preceduta da un vasto sagrato, è suddivisa da cornicioni e lesene.
La facciata risplende del bianco della pietra calcarea che la costituisce.
Di interessante valore artistico è il portale. L'ingresso, di forma rettangolare, è contornato da modanature. Al fianco delle lesene centrali ci sono due alti basamenti sormontati da colonne corinzie. Sulle colonne poggia un doppio architrave riccamente decorato con fregi a motivi vegetali e con due grifi affrontati che coronano lo stemma comunale del cardo selvatico.
La parte superiore dell'architrave è molto aggettante, tale da consentire l'allocazione di due statue a tutto tondo, una rappresentante l'Annunziata e l'altra raffigurante l'Arcangelo Gabriele, nell'atto dell'annunciazione. Sotto l'architrave vi è un cartiglio riportante la scritta "AVE MARIA GRATIA PLENA". Il portale è sormontato da un bassorilievo che rappresenta lo Spirito Santo sotto forma di colomba.
Nel secondo ordine ci sono tre aperture. Le due laterali sono arcuate e poggiano sulla trabeazione del primo ordine. La finestra centrale, più ampia, è di forma rettangolare con balaustra a pilastrini.
Il vasto timpano triangolare, fiancheggiato da due acroteri, completa il prospetto. Nel timpano si apre un oculo ovale.

### Il presbiterio e il transetto

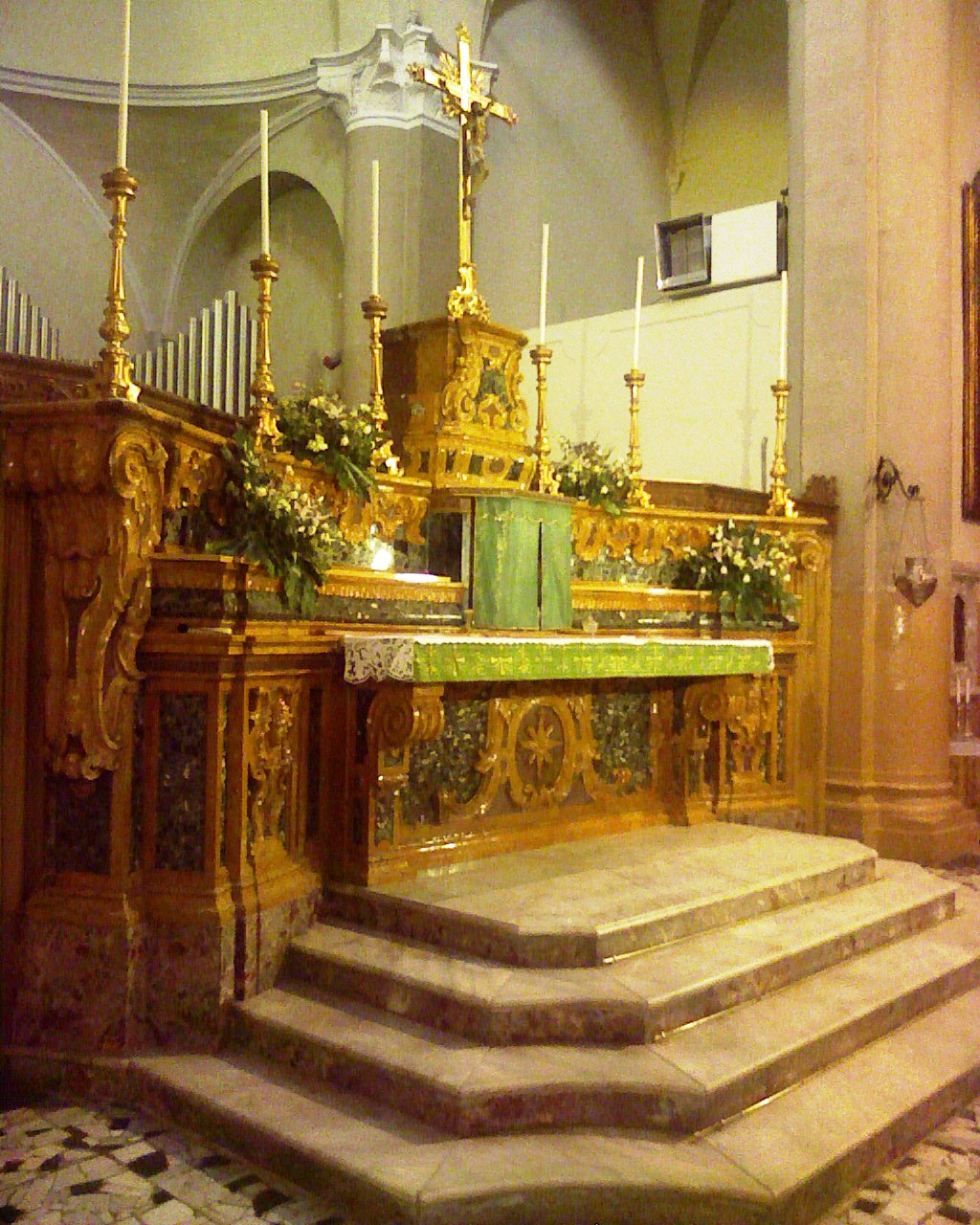
L'altare maggiore della chiesa

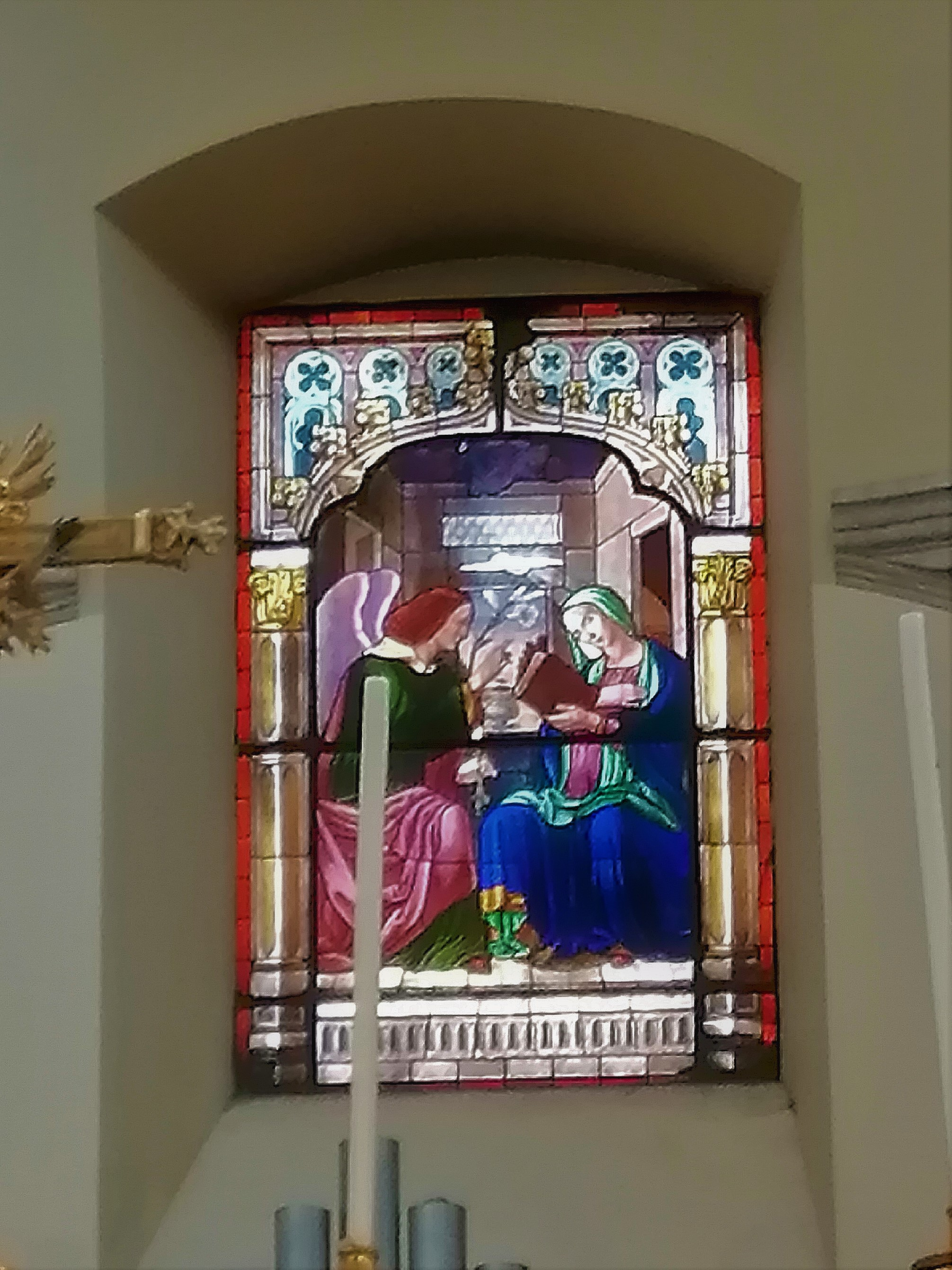
Vetrata che riproduce l'Annunciazione di Bartolomeo Vivarini

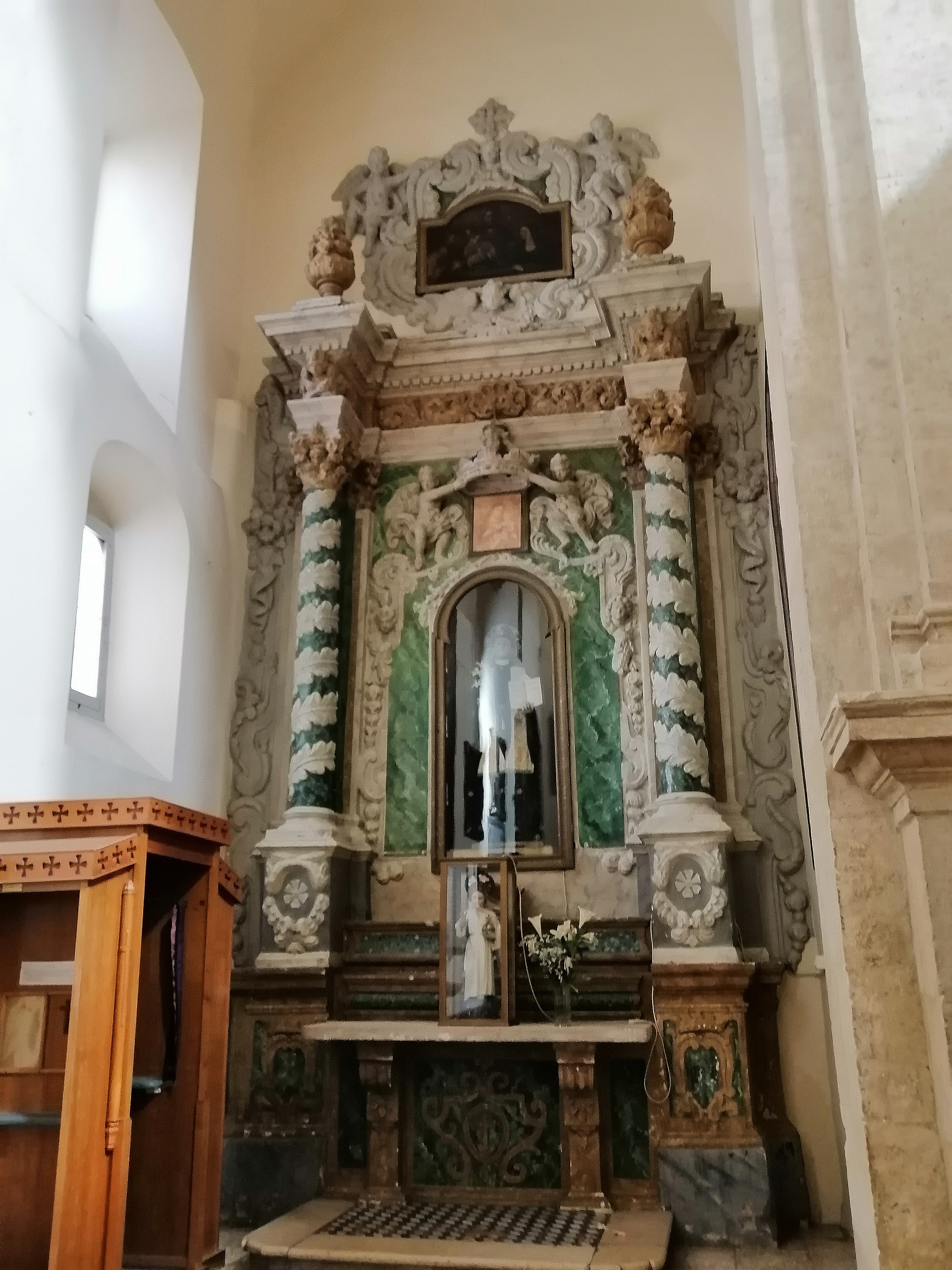
Altare di San nicola da Tolentino, presente nell'omonima cappella

L'ampio presbiterio presenta la divisione a tre navate a ricordo dell'antica struttura della chiesa esistente prima dei lavori del XVII secolo. Le navate sono divise da grandi colonne in pietra con capitelli di varie forme. Le colonne sono sormontate da quattro grandi archi ogivali che sorreggono una cupola ottagonale emisferica aperta da finestre istoriate (realizzate nel 1967) con lanterna terminale. Sulla vetrata a fuoco della finestra centrale della cupola è rappresentata la figura del Cristo benedicente che domina dall'alto l'interno della chiesa.
Nell'abside è presente una finestra la cui vetrata riproduce l'Annunciazione di Bartolomeo Vivarini. Questa finestra è stata fatta realizzare dall'arciprete Federico Alvigni nel 1938.
A lato dell'abside si trova la Cappella di san Nicola da Tolentino originariamente dedicata alla Madonna di Costantinopoli. l'altare della cappella è caratterizzato da ricchi fregi in stile barocco, fu di proprietà della famiglia Stella (sec.XVIII), al centro è presente la nicchia con la statua dell'omonimo santo, al di sopra un piccolo dipinto della Madonna col bambino e sulla trabeazione un altro dipinto raffigurante la Madonna della cintura col bambino tra Sant'Agostino e Santa Monica.
L'altare maggiore, in stile barocco, risale al 1666, ed è realizzato in marmo giallo antico di Siena e in marmo verde egiziano. Nel 1888 fu consacrato dall'arcivescovo Ernesto Gazzella; ricorda questo evento una lapide posizionata sul muro del transetto. Nel 1952 venne aggiunto all'altare seicentesco, in armonia con la sua conformazione, il ciborio e tabernacolo sino ad allora assente: il Santissimo Sacramento era conservato nell'altare del Cappellone.

### La navata
Una balaustra in marmo intarsiato e tre gradini separano il presbiterio dalla navata. Sul lato destro della balaustra è presente l'opera d'arte di maggior pregio conservata nella chiesa. Si tratta dell'Annunciazione di Bartolomeo Vivarini.
La navata ha inizio, sia sulla parete destra sia su quella sinistra, con un grande arco che si apre da un lato sulla cappella dell'Addolorata e, sull'altro, sul cappellone del Santissimo.
Il resto della navata è scandito da lesene e da una trabeazione che corre a metà altezza della parete.
Su entrambi i lati della navata si aprono delle edicole incorniciate da grandi archi a tutto sesto, ciechi nell'ordine superiore. Queste vaste edicole erano dedicate alle famiglie nobili modugnesi (che probabilmente avevano finanziato la loro edificazione) come si evince chiaramente dagli stemmi che sormontano gli archi e svolsero la funzione di sepolcri gentilizi. Le edicole ospitano quadri, nicchie di santi ed un totale di sette altari, quattro dei quali sono stati rifatti nel 1939-40, in marmo policromo che poco si armonizza con il candido rigore dello stile rinascimentale della navata.

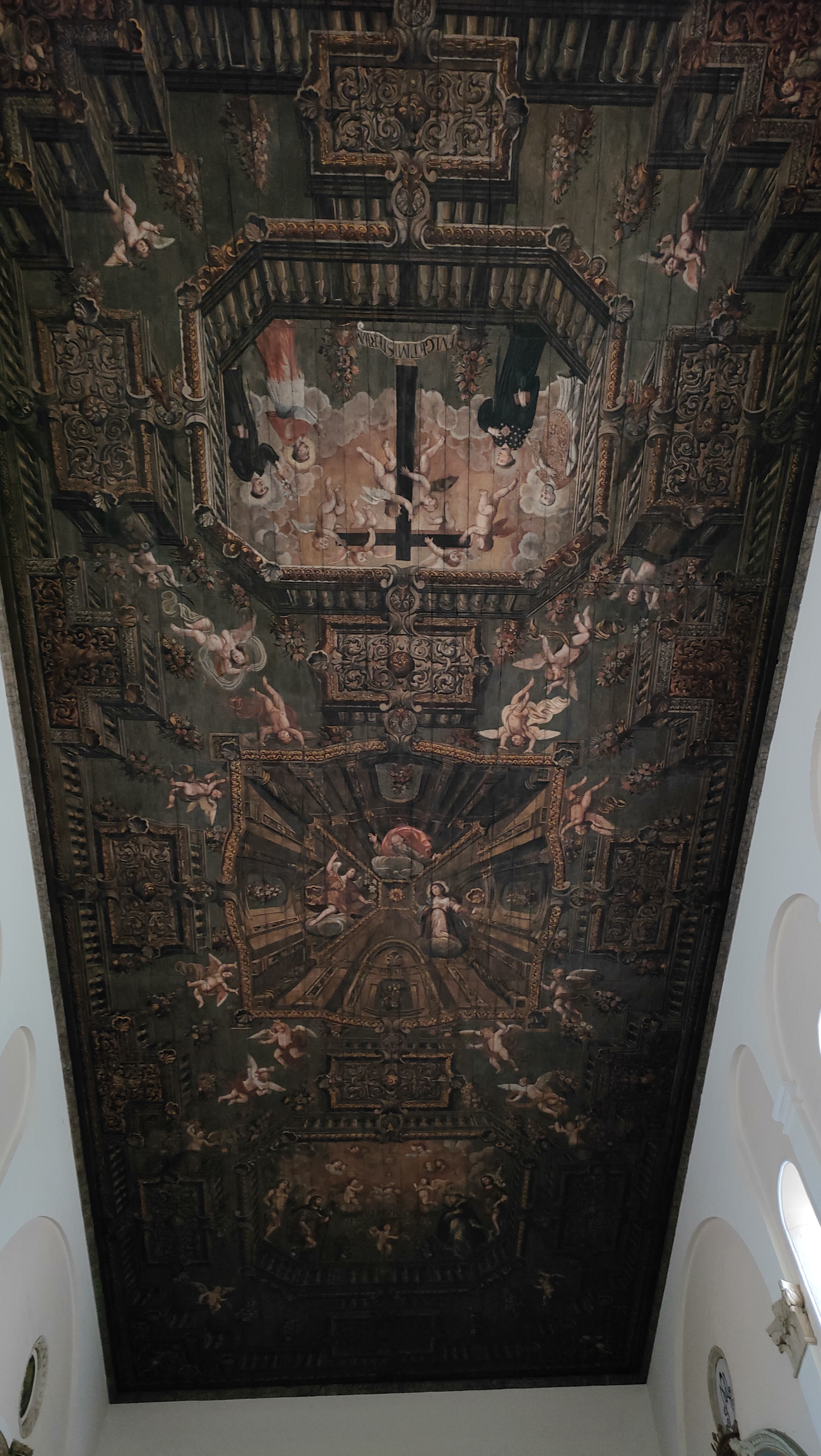
Soffitto

Di seguito è riportata la descrizione degli elementi che caratterizzano la navata della Chiesa Matrice di Modugno, analizzando, partendo dall'ingresso principale e proseguendo verso il presbiterio, il soffitto, le parenti (la controfacciata, la parete di destra e quella di sinistra) e il Cappellone del Santissimo Sacramento.

#### Soffitto
Il soffitto è costituito da un assito di legno sorretto da una capriata sottostante la tettoia. Il soffitto è stato dipinto, alla fine del Seicento, dal sacerdote modugnese Domenico Scura, allievo di Nicola Gliri. Scura dipinse anche la cappella gentilizia della sua famiglia nella chiesa di sant'Agostino e affrescò le stanze dell'antico palazzo di famiglia.
Circondati da decorazioni con finte architetture, ghirlande e putti, si possono ammirare tre scene. La prima, quella più vicina all'ingresso, rappresenta il Trionfo della Croce con san Nicola da Tolentino, san Filippo, san Carlo Borromeo e sant'Antonio. Il quadro centrale raffigura l'Annunciazione. Nel quadro più vicino al presbiterio e rappresentata l'Adorazione del Santissimo Sacramento con san Rocco, san Sebastiano, san Pietro Martire e san Giovanni Battista.

#### Controfacciata

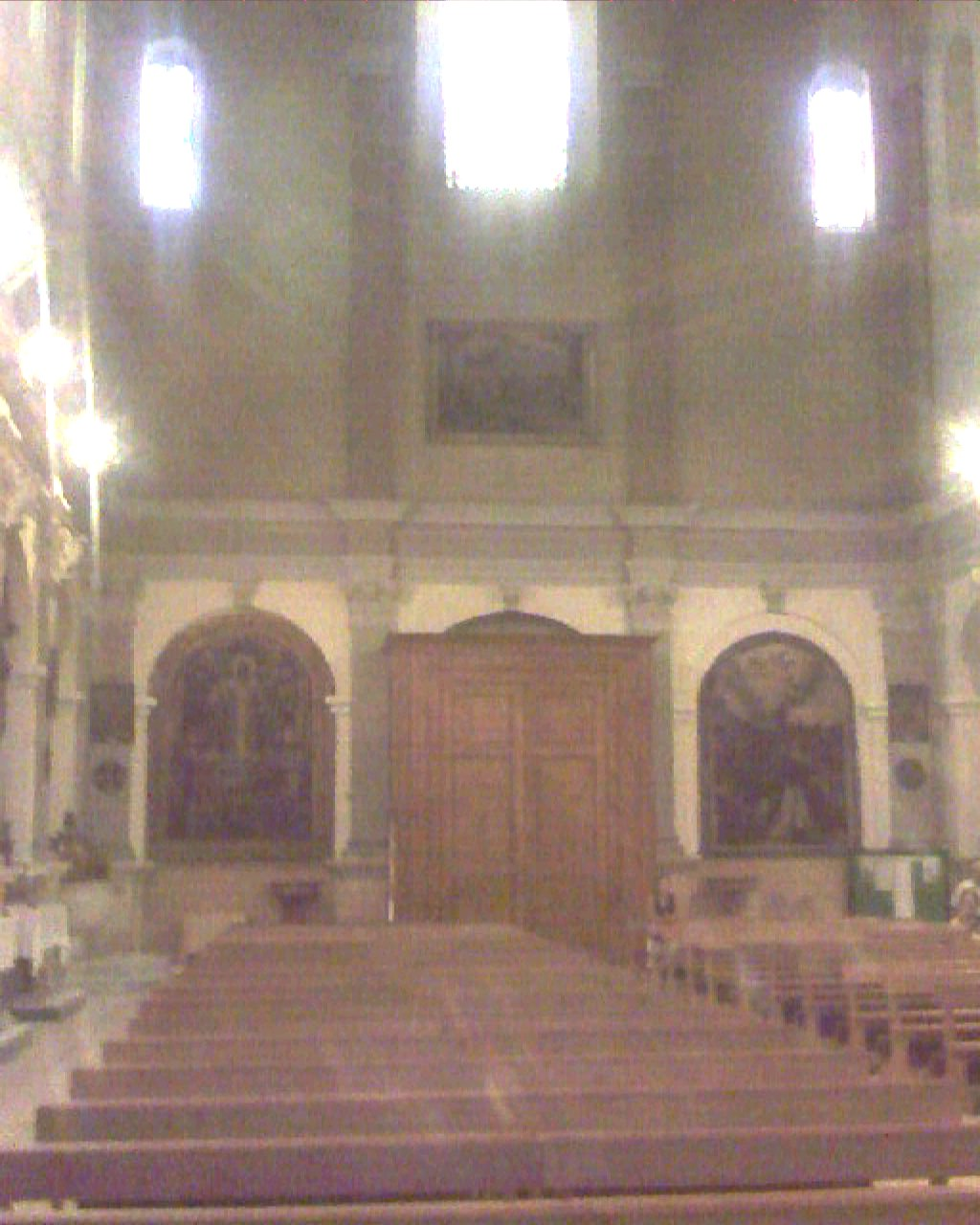
La controfacciata

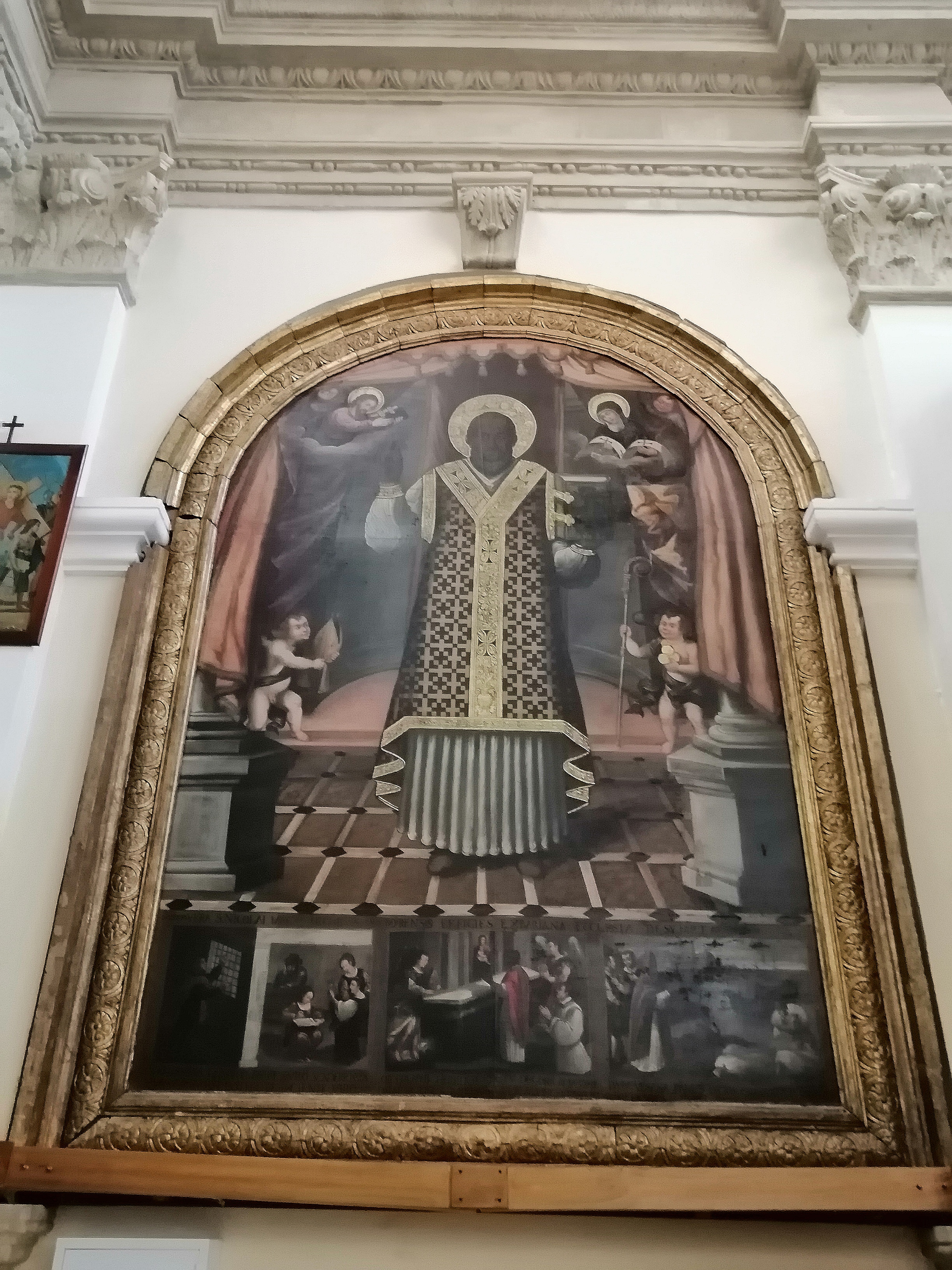
Tela centinata di pittore locale raffigurante San Nicola di Bari (Sec. XVIII)

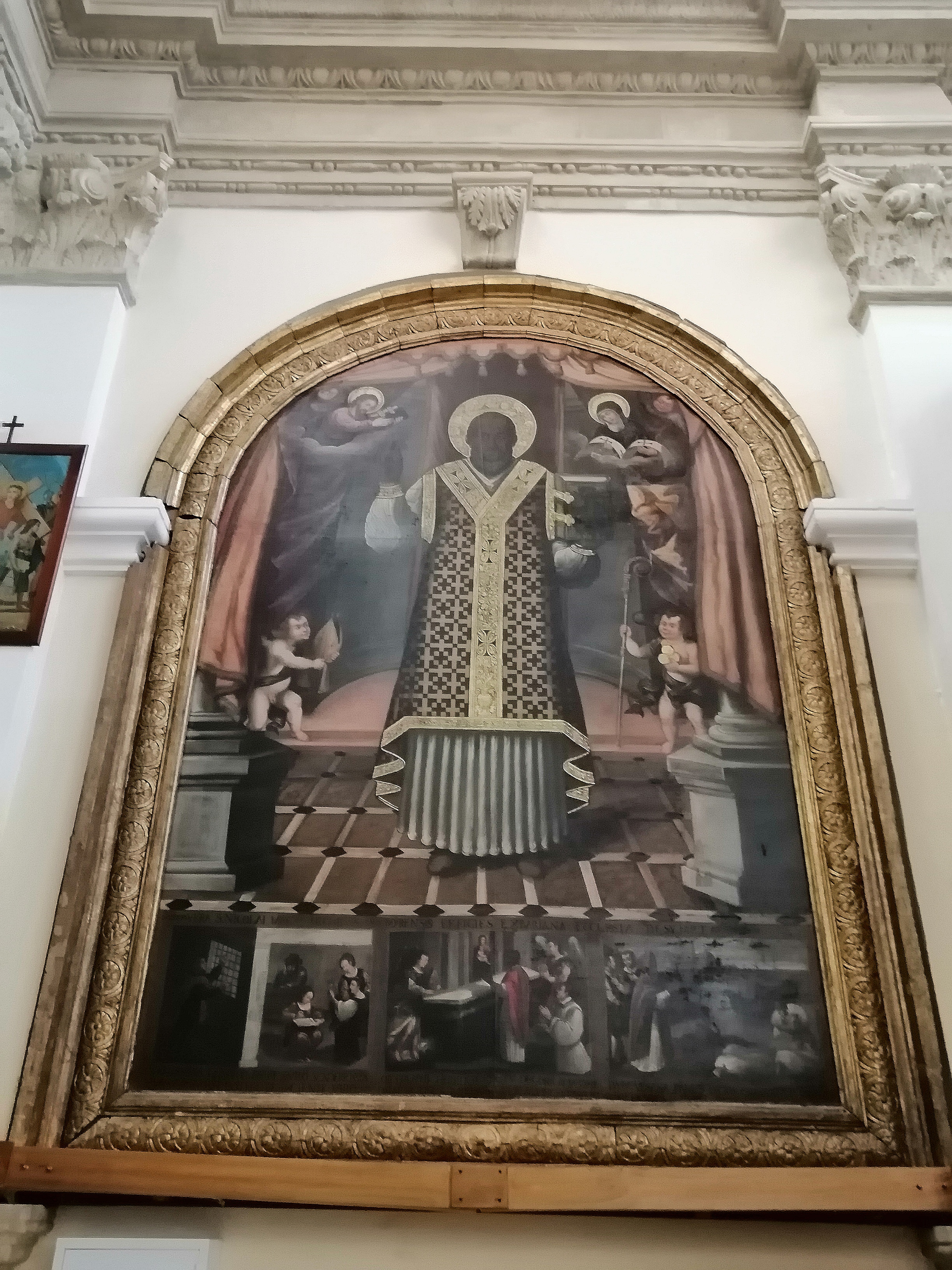

Al di sopra dell'ingresso è presente un quadro che rappresenta l'apparizione dell'Addolorata nell'assedio del X marzo. Fu eseguito nel 1888 da Salvatore Pedicini su richiesta dell'arciprete Nicola Trentadue.
La tela posizionata sul lato sinistro è di scuola napoletana del XVII secolo e rappresenta san Pietro Martire, il primo patrono di Modugno.
Sulla destra si trova una tela centinata, raffigurante san Nicola di Bari dipinta da un pittore locale ignoto. Seppur appartiene alla scuola bitontina, il dipinto è caratterizzato da uno stile bizantineggiante, caratteristico dell'iconografia del santo; risale al XVII secolo e fu commissionata dalla famiglia Violillo insieme all'altare oggi dedicato alla Madonna di Pompei.
Le tre vetrate istoriate presenti sulla controfacciata rappresentano, da sinistra a destra, san Luca, il Trionfo della Croce, e san Marco. Queste vetrate, come quelle che caratterizzano le finestre della cupola ottagonale del presbiterio, sono state realizzate nel 1967 dalla ditta Camper di Atri.

#### Parete destra

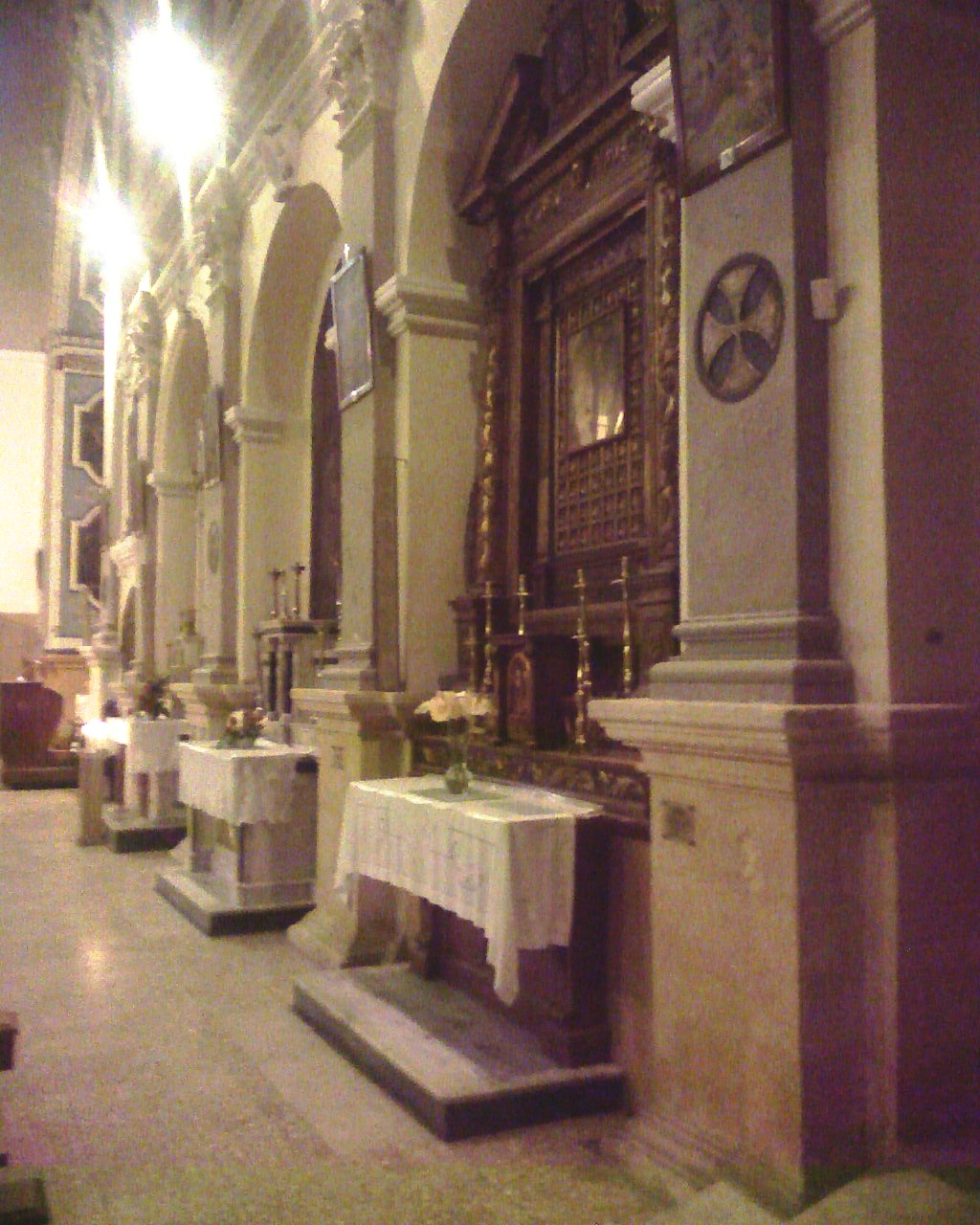
Gli altari sulla parete destra della navata

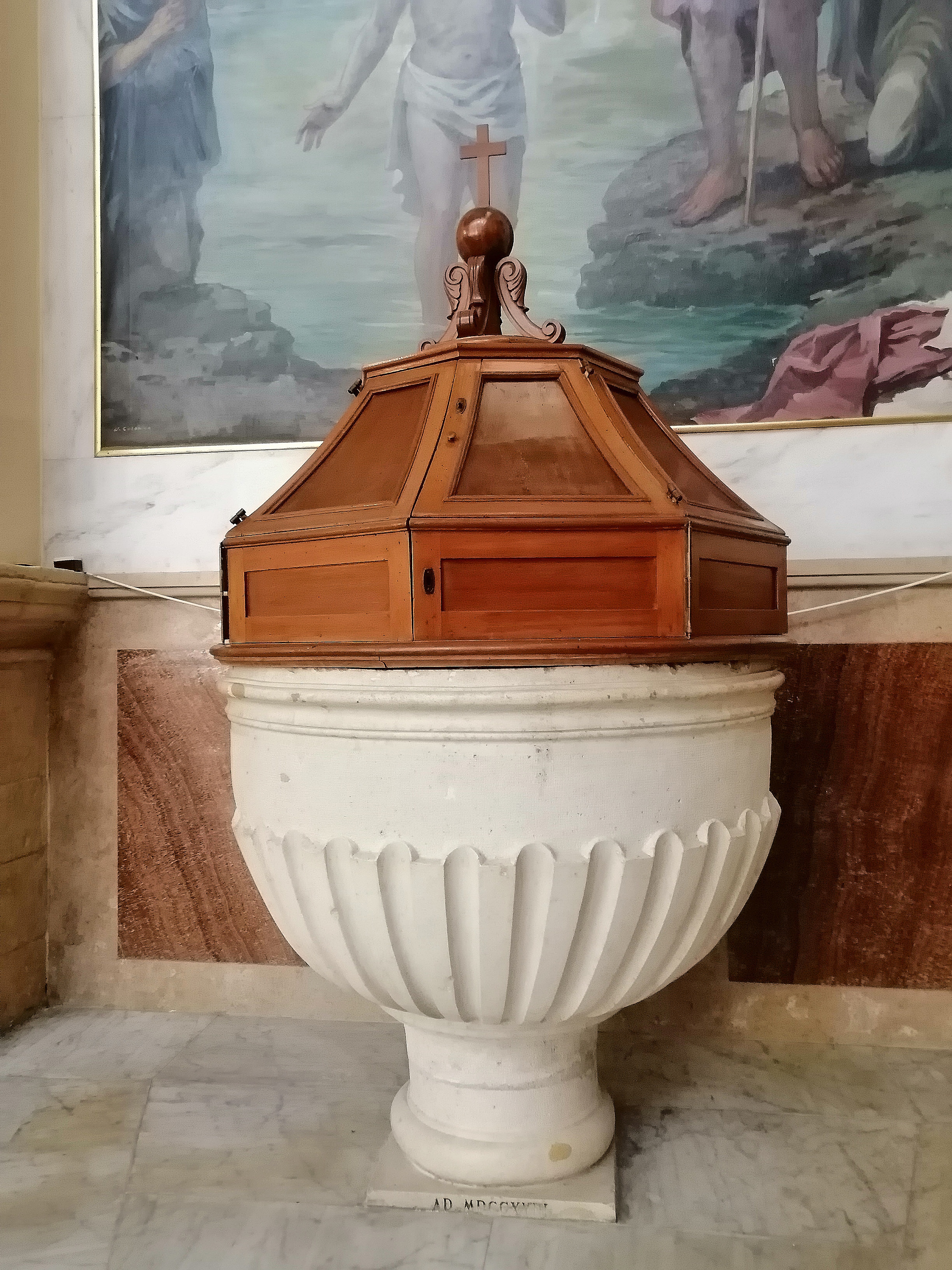
battistero del 1966

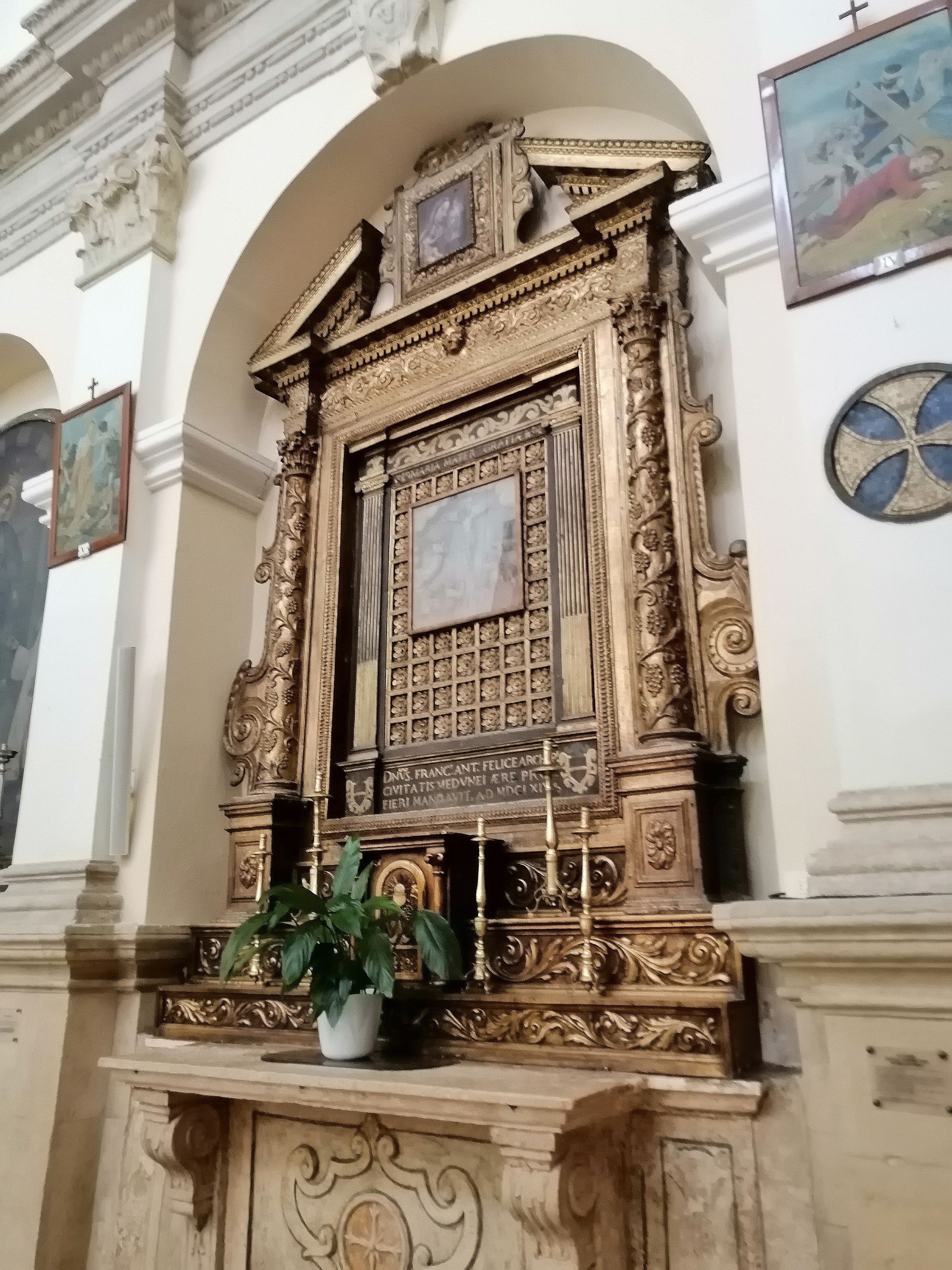
Altare delle anime del purgatorio

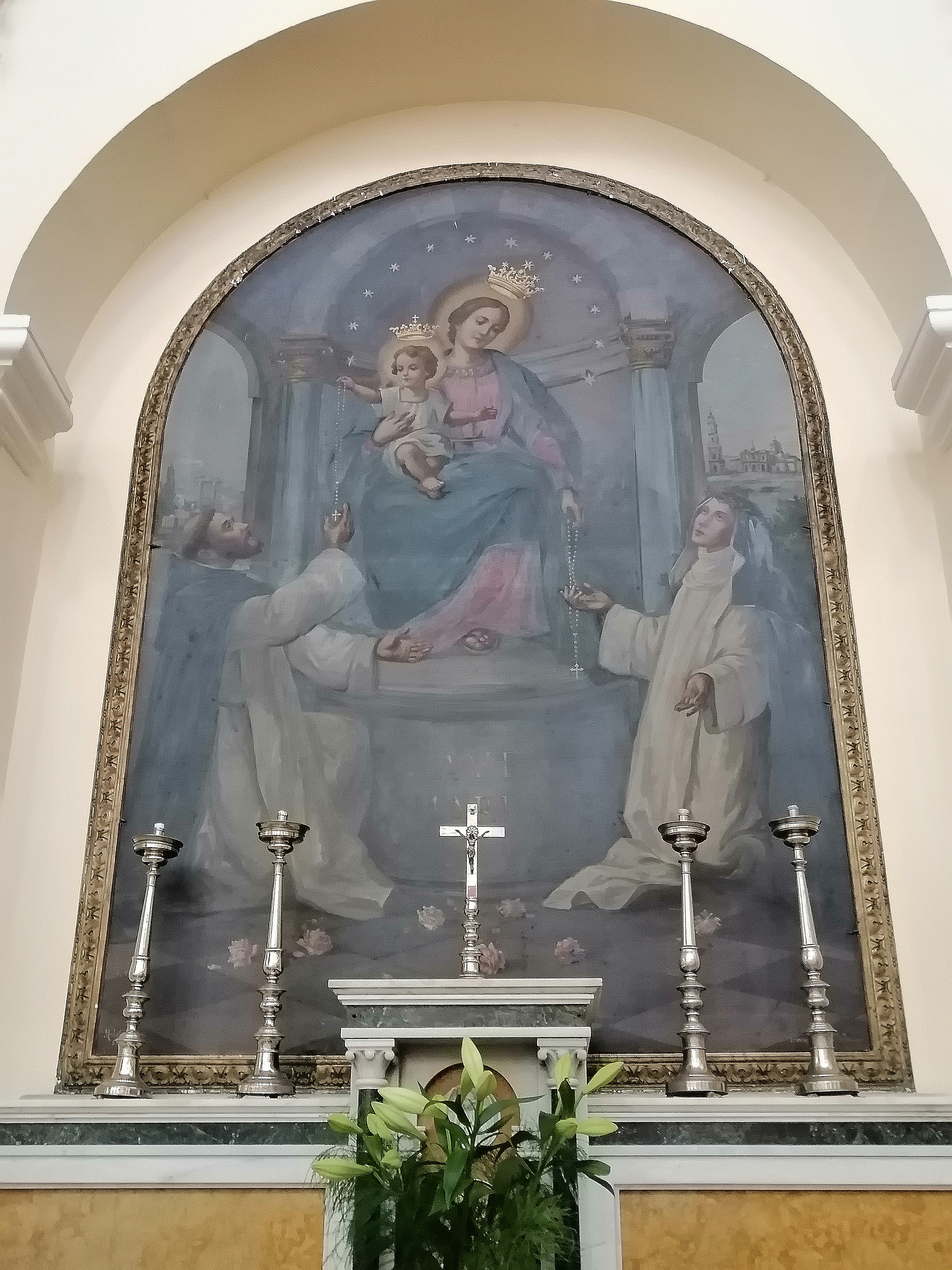
Tela dell'altare della Madonna di Pompei dipinto da Umberto Colonna nel 1940

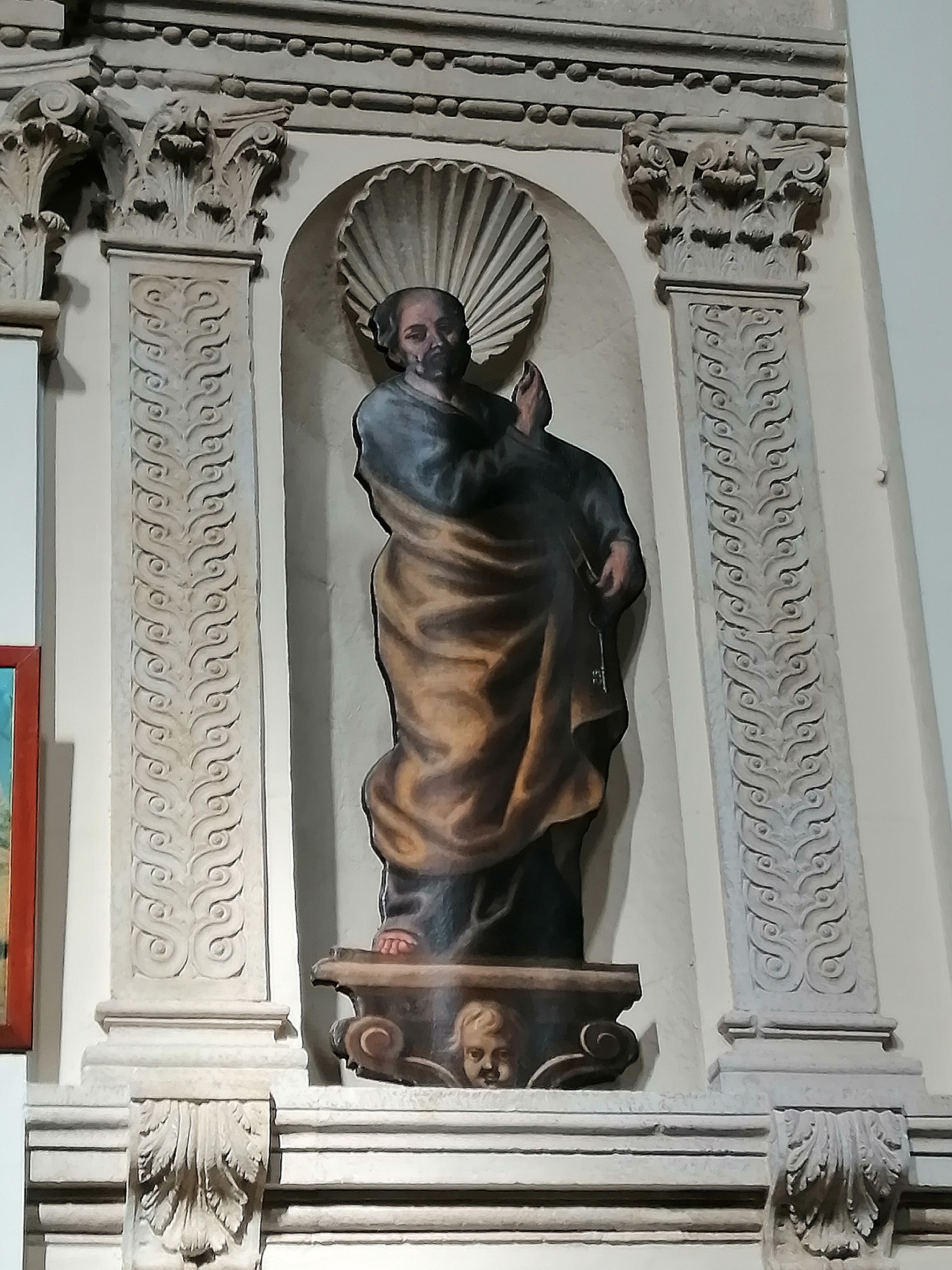
Finta statua di san Pietro attribuita a Nicola Gliri

Nella prima arcata è presente il Battistero, rifatto nel 1966, che ha sostituito l'originale del 1718. Ha basamento in battuto napoletano e tre gradini in pietra di forma circolare; conserva la vasca monolitica dell'antico battistero. Si può osservare, poi, un affresco di Umberto Colonna che illustra il Battesimo di Gesù (1966).
La seconda arcata ospita l'Altare delle Anime del Purgatorio in legno intagliato e dorato. È stato realizzato nel 1664, quando era arciprete Francesco De Felice.
In origine, l'altare era dedicato alla Madonna della Neve e comprendeva un dipinto asportato durante i restauri del 1939 e sostituito da un bassorilievo in legno rappresentante il Crocifisso con le Anime del Purgatorio, creato nel 1940 dalla ditta Mussner di Ortisei. In quello stesso contesto, il tufo dei gradini sottostanti all'altare venne sostituito con legno dorato, e venne creato un ciborio della stessa ditta di Ortisei. Sormonta l'altare, una tela seicentesca di scuola napoletana raffigurante la Madonna delle Grazie. In chiave di volta è visibile lo stemma della famiglia De Felice.
Al di sopra della trabeazione che taglia verticalmente la parete, superiormente ai primi due archi, fa mostra di sé un grande quadro che rappresenta l'Immacolata. La tela, attribuita a Carlo Porta (seconda metà del XVII secolo) fu trasferita nel 1968 nella chiesa Matrice dalla Chiesa delle Monacelle e fu commissionata dalle suore Clarisse del convento. Ciò lo si può dedurre dal fatto che ai fianchi della Vergine ci sono due santi terziari francescani uno dei quali è identificabile in san Luigi IX, re di Francia.
Il terzo grande arco sormonta l'Altare della Madonna di Pompei e un quadro del pittore barese Umberto Colonna raffigurante la Vergine del Rosario. Entrambi sono stati realizzati nel 1940; prima di questa data, l'altare antecedente era dedicato a san Nicola di Bari e conservava il dipinto ora posizionato nella controfacciata. In cima all'arco si trova lo stemma gentilizio della famiglia Violillo.
La quarta arcata della parete destra porta in chiave lo stemma della famiglia Borrelli. È presente l'altare di san Rocco che mostra uno stile gotico pur risalendo al 1907. Questo altare fu realizzato per l'interessamento di Monsignor Romita, con le donazioni degli emigrati modugnesi a Toronto. Qui è posizionata la statua di san Rocco precedentemente posizionata in una delle nicchie della Cappella dell'Addolorata. Prima di questo altare, ne esisteva uno dedicato all'Angelo Custode con un quadro ora posizionato nella parte sinistra del transetto.

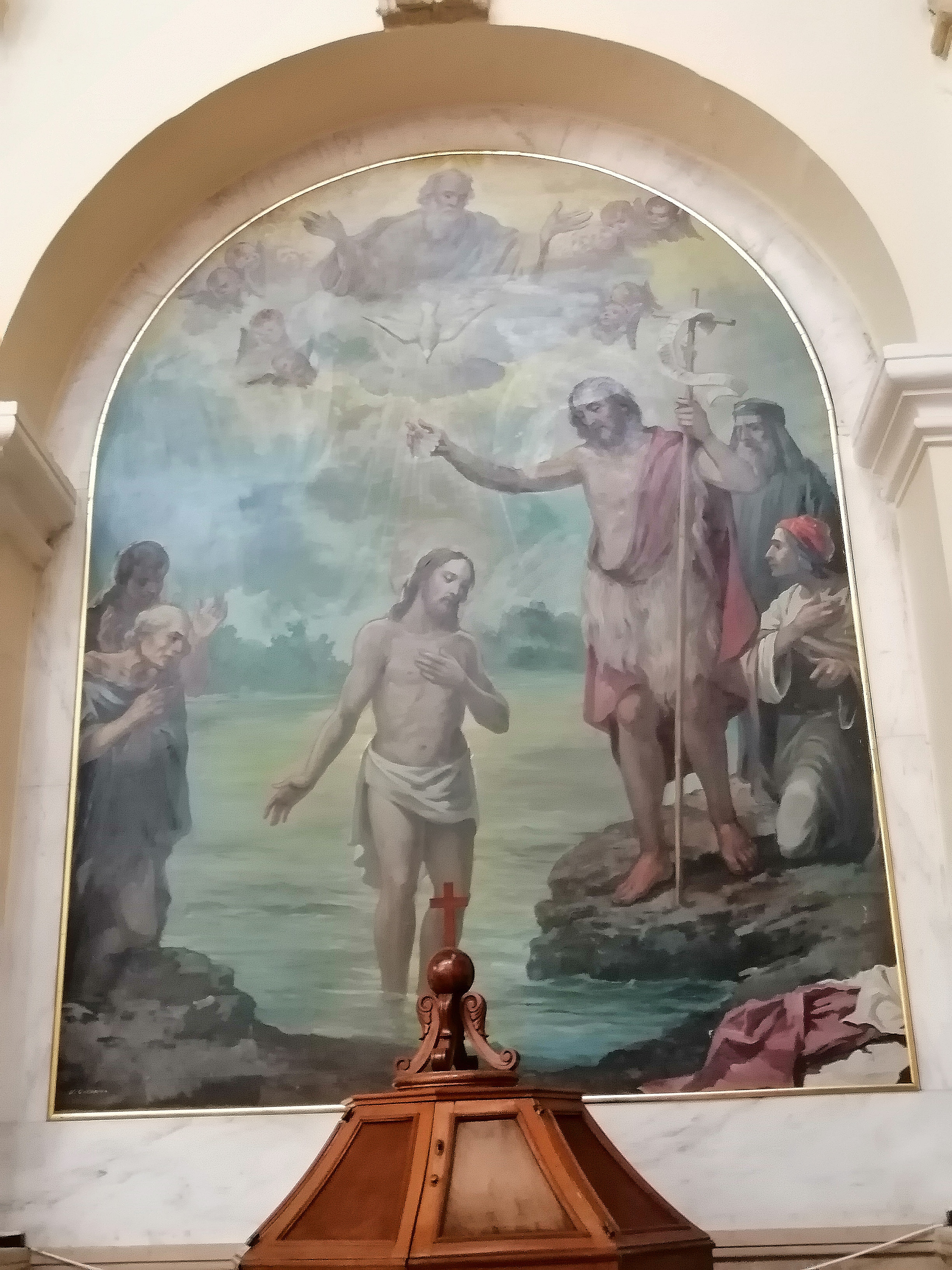
il battesimo di Gesù dipinto da Umberto Colonna

Superiormente alla trabeazione, posizionato sopra la terza e la quarta arcata della parete destra, c'è una grande tela raffigurante l'Adorazione dei Magi in una ricca cornice. Tela e cornice risalgono al XVII secolo; il dipinto è di scuola napoletana con influenze che derivano dallo stile ispano-fiammingo che si diffuse nel secolo precedente. Durante i restauri degli anni quaranta il pittore Umberto Colonna, sottoponendo il quadro a un lavaggio, scoprì il nome di Carlo Rosa e la data 1666.

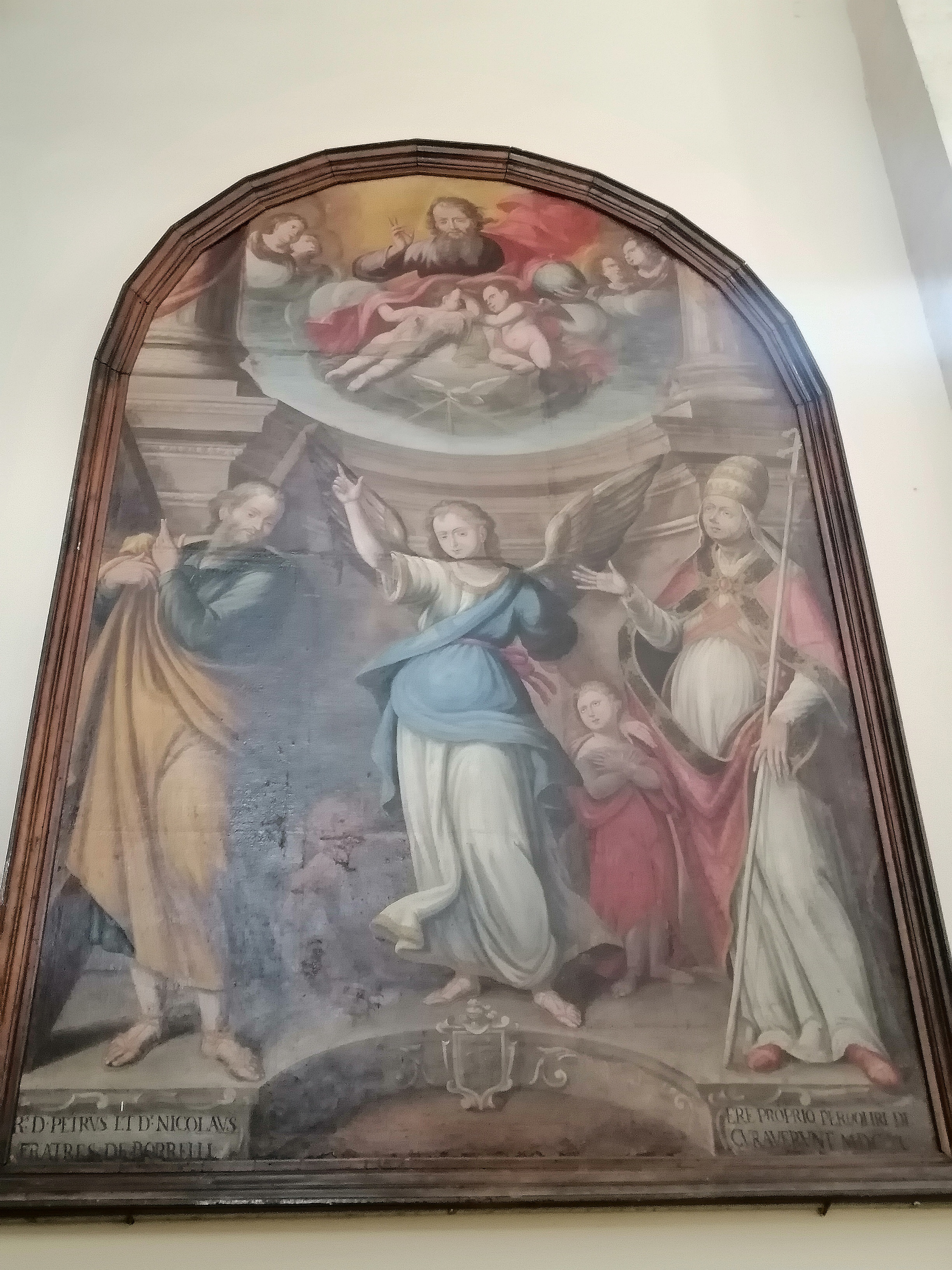
Grande tela centinata raffigurante l'angelo custode dipinta da Domenico Scura nel1632

Sempre nell'ordine superiore, in una nicchia è presente una finta statua di san Paolo ricavata tagliando e applicando su tavola una tela, probabilmente del pittore bitontino Nicola Gliri. Nella parete sinistra è presente una nicchia simile con una finta statua di san Pietro.
In un arcone più grande e profondo degli altri è inserita la Cappella dell'Addolorata con un altare in marmo bianco dedicato alla Vergine. Lo stesso altare, quando venne costruito nel seicento era dedicato al Crocifisso. Nel 1722 il Crocifisso venne spostato nella nicchia superiore all'altare, a causa dell'iniziativa del sacerdote Annibale Pepe che volle trasferire il culto della Madonna Addolorata dalla piccola chiesa di santa Maria dello Spasimo alla principale chiesa cittadina.

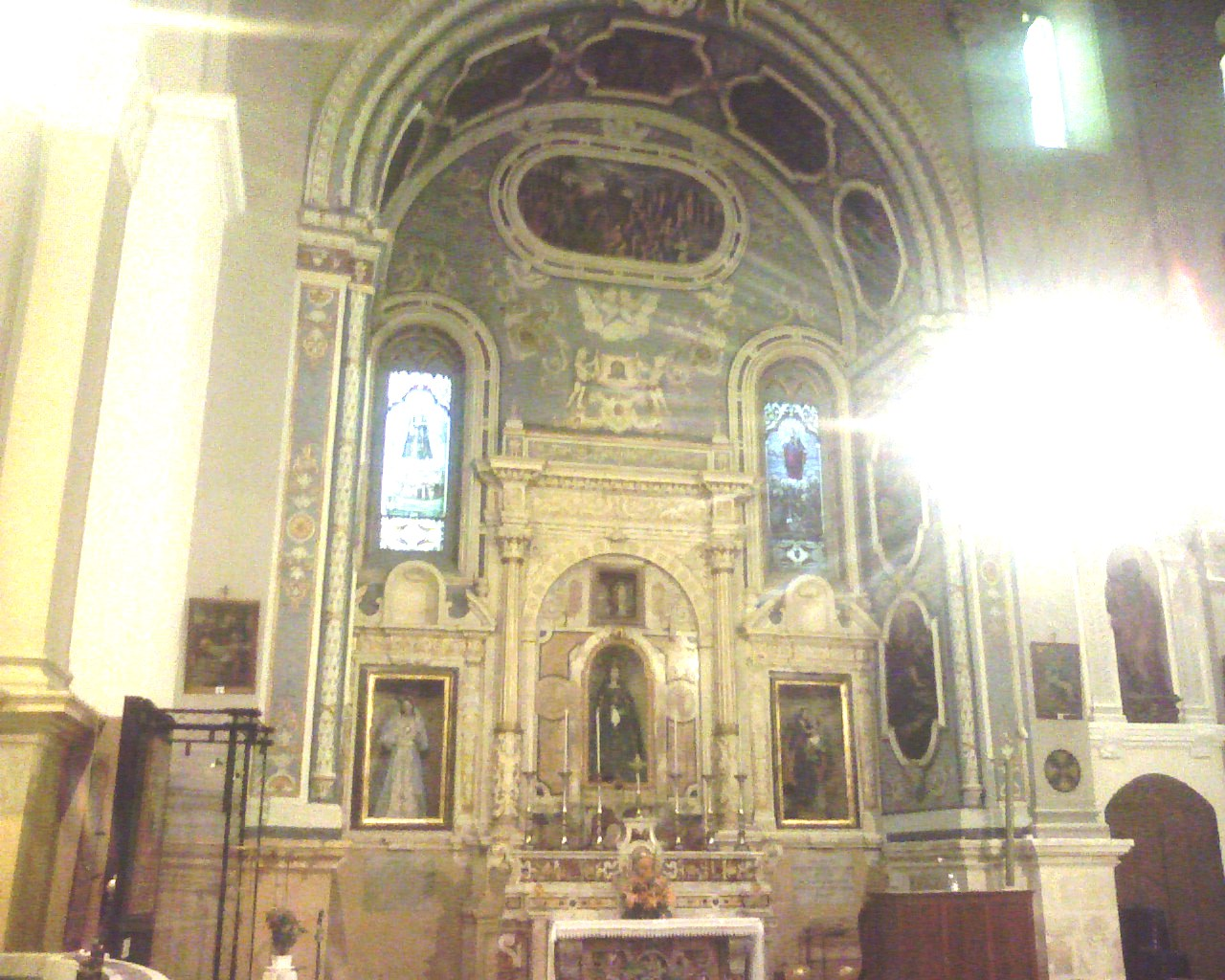
La Cappella dell'Addolorata

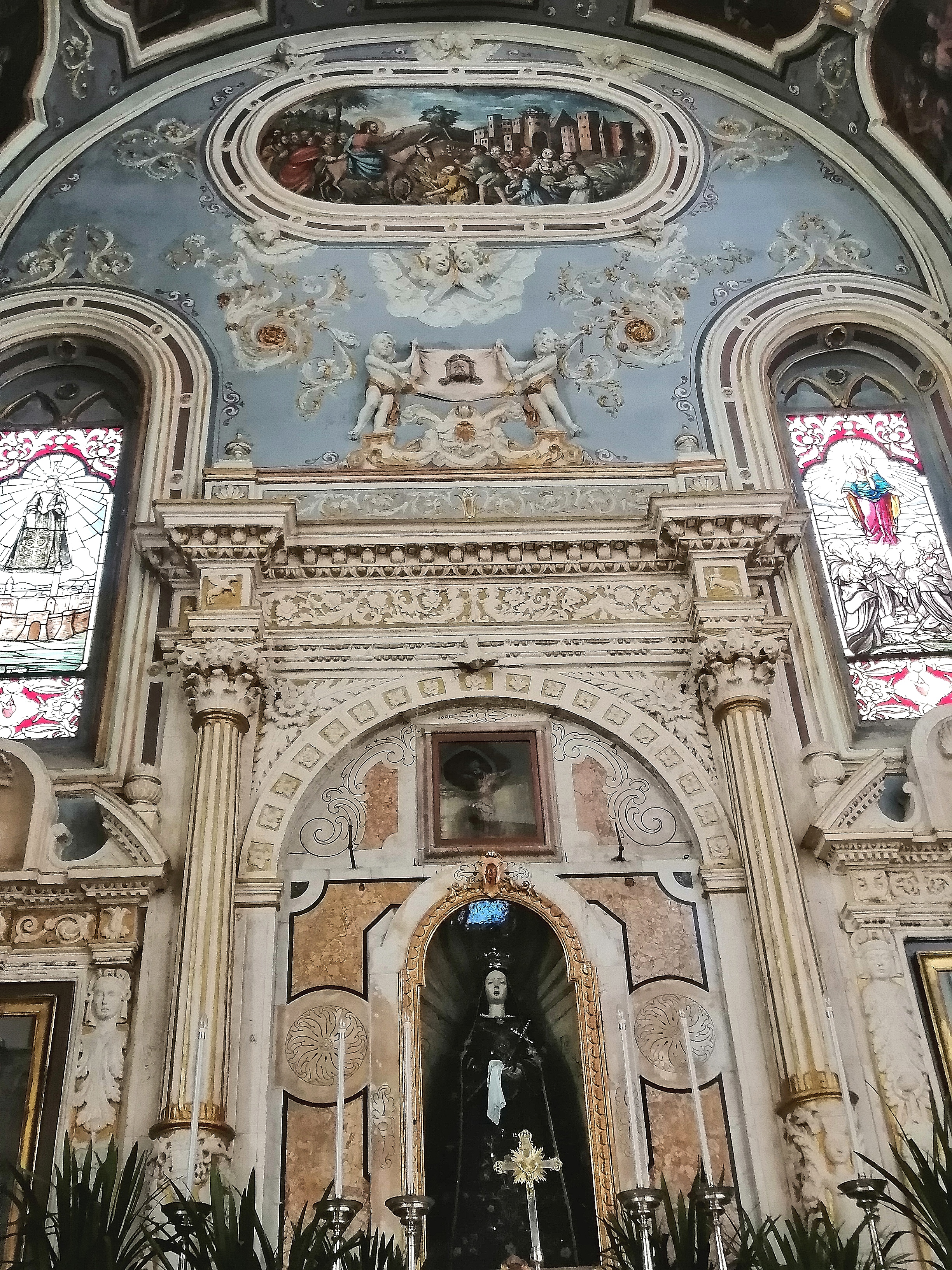
Dettaglio della cappella dell'addolorata

La cappella è riccamente decorata con rilievi in cartonaggio eseguiti nel 1911 dalla ditta Carbone di Napoli su commissione dell'allora arciprete Alberto Romita. Nel vano dell'arco c'è un altorilievo del Seicento raffigurante due Angeli che sorreggono il Sudario di Cristo, e un ovale dove è dipinto l'Ingresso trionfale di Gesù in Gerusalemme, della stessa epoca dell'altorilievo. Nella parete sono ricavate tre nicchie impreziosite da bassorilievi risalenti al Cinquecento (quindi antecedenti all'ampliamento della chiesa), con rappresentazioni di cariatidi, fregî, sirene, uccelli e mostri marini. Nelle due nicchie laterali sono custodite due statue in cartapesta rappresentanti il Cuore Immacolato di Maria e san Giuseppe. Nella nicchia centrale c'è una statua lignea vestita di nero con fazzoletto bianco e corona d'argento; risale al XVIII secolo. Le due colonne che affiancano la nicchia centrale hanno basamenti e bei capitelli in stile corinzio e recano bassorilievi rappresentanti donne che portano ceste di frutta. Le due finestre istoriate sono state realizzate nel 1967 dalla ditta Camper su commissione del Terz'Ordine Servitano che si occupa dell'altare. Esse rappresentano l'Apparizione dell'Addolorata durante l'assedio dei Sanfedisti e la Vergine tra i santi fondatori dell'Ordine dei Serviti. L'imbotte del grande arco presenta riquadri sagomati rappresentanti scene di Passione su ispirazione popolare risalenti al XVII secolo. Sulla mezzeria dell'arcone si possono vedere due sculture a tutto tondo che rappresentano angeli che sorreggono lo stemma comunale. Al di sopra è presente il monogramma mariano (MA).

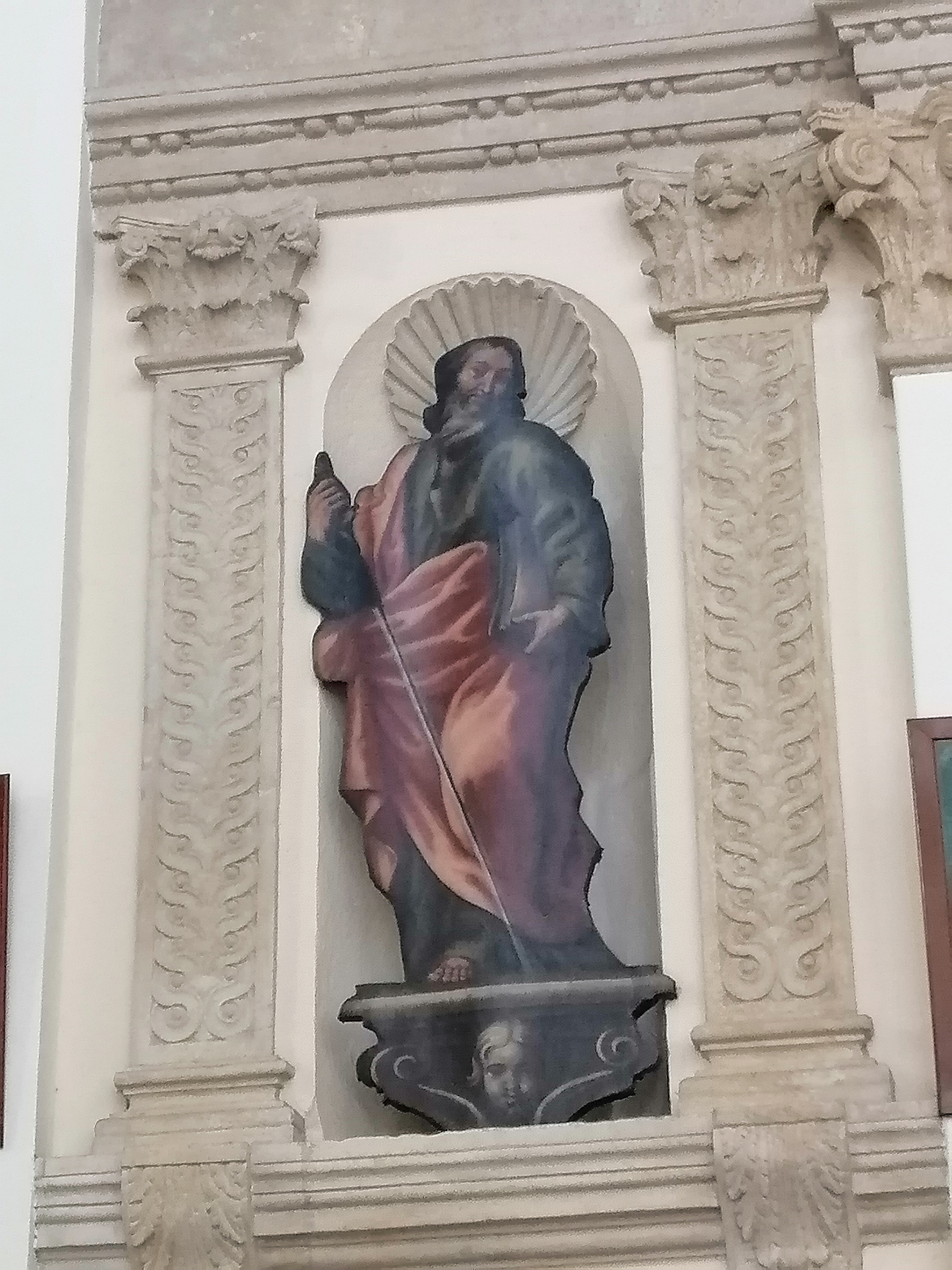
Finta statua di san Paolo attribuita a Nicola Gliri

##### Devozione per il Crocifisso
Nel 1622 la nuova chiesa era ancora in costruzione ma, nel presbiterio e nella prima parte della navata, già si svolgevano funzioni religiose. Il 13 novembre, mentre erano in corso dei riti sacri, un fulmine si abbatté sulla chiesa provocando la morte di tre sacerdoti (Belardino Corrado, Angelo de Francesco e Donato Antonio Crudele) e di un chierico di nome Donato Torraro.
Il fulmine si andò a scaricare su un crocifisso posizionato sotto l'organo che si trovava nei pressi dell'altare maggiore. La folgore bruciò l'asta della croce lasciando intatta la figura del Cristo.
L'avvenimento fu interpretato come miracoloso e la figura del Crocifisso (senza la croce) divenne oggetto di venerazione da parte della popolazione. Quando i lavori nella chiesa furono ultimati, l'altare che si trova sotto l'arcone vicino al presbiterio venne dedicato al Crocifisso.
Nel 1911, allorquando l'arciprete Romita trasferì nella chiesa Matrice il culto dell'addolorata, la figura del Cristo venne sistemata in una nicchia sovrastante l'altare.

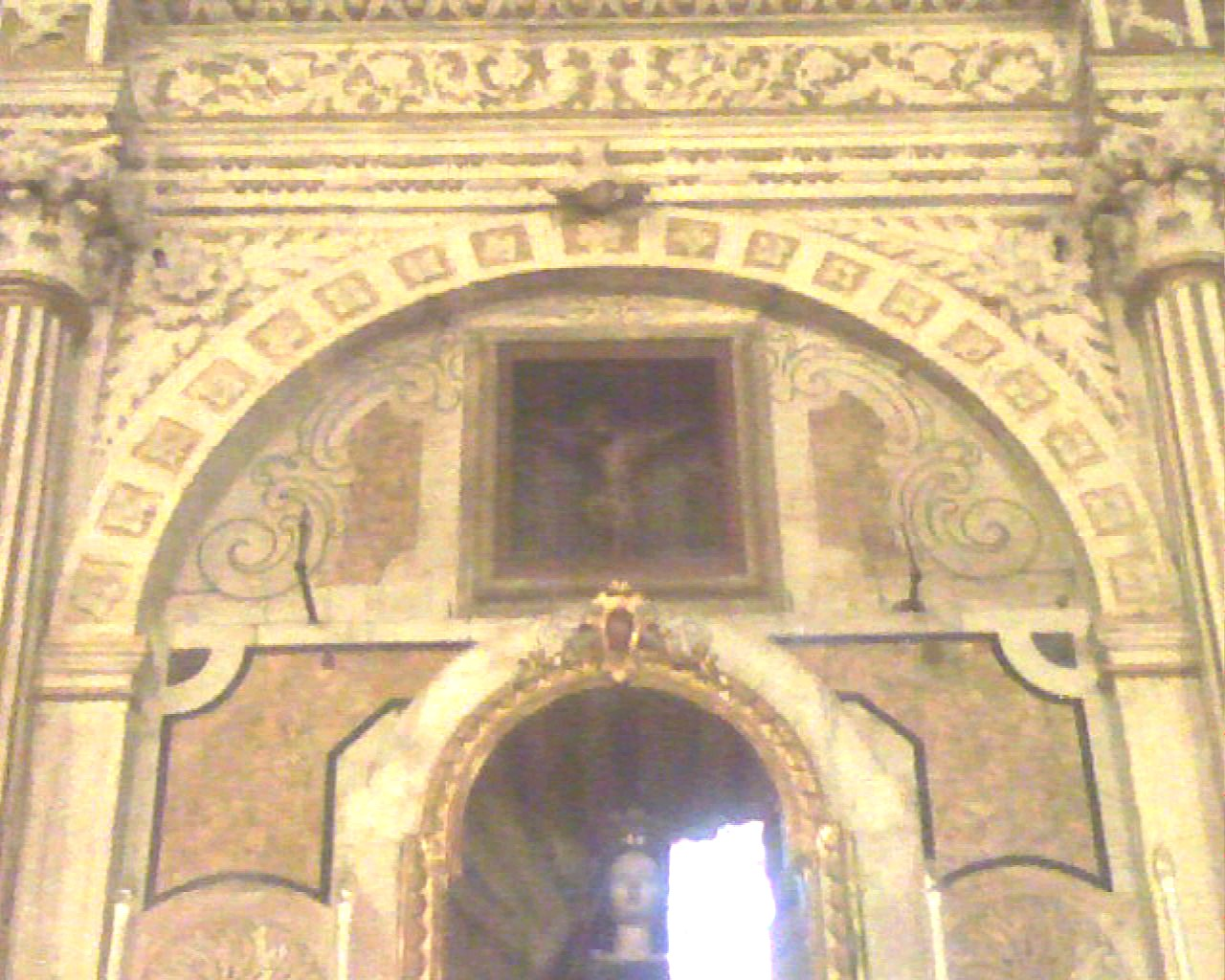
La nicchia che custodisce il Crocifisso

Sin dal tempo della caduta del fulmine, i modugnesi celebrarono ogni anno l'evento con una festa in onore del Crocifisso nei primi giorni di novembre. La devozione popolare aumentò ancor più quando, nel 1656, un'epidemia di peste terminò i suoi effetti i giorni precedenti alla festa: da quell'anno il Crocifisso fu annoverato fra i patroni della città.
La festa prevedeva sia celebrazioni religiose sia manifestazioni laiche. Nel 1799, durante l'assalto a Modugno da parte di truppe di Sanfedisti, i modugnesi, in mancanza di artiglieria, adoperarono per difendersi i mortaretti utilizzati durante la festa del Crocifisso.
Le messe solenni che venivano celebrate annualmente, furono tuttavia introdotte senza l'autorizzazione della Santa Sede. La Congregazione dei Riti provvide, il 7 settembre 1876 a riconoscere ufficialmente quella consuetudine plurisecolare.
Abbinata alla festa del Crocifisso è da tempo immemore legata una Fiera. Originariamente si vendevano solo prodotti agricoli ma con il tempo si è sviluppata comprendendo anche utensili agricoli e per i lavori domestici, vestiario e animali domestici e da soma. Ai giorni nostri, nella Fiera del Crocifisso si può trovare praticamente ogni genere di merce.
La Fiera era una delle più importanti della provincia in quanto, essendo l'ultima fiera dell'anno gli consentiva di acquistare tutti i prodotti e i manufatti utili durante il periodo invernale. Oggi, con lo sviluppo di negozi e supermercati, essa ha perso il suo ruolo originario, ma non manca di attirare ogni anno un gran numero di visitatori e di venditori che arrivano a Modugno da molte regioni italiane.

#### Parete sinistra

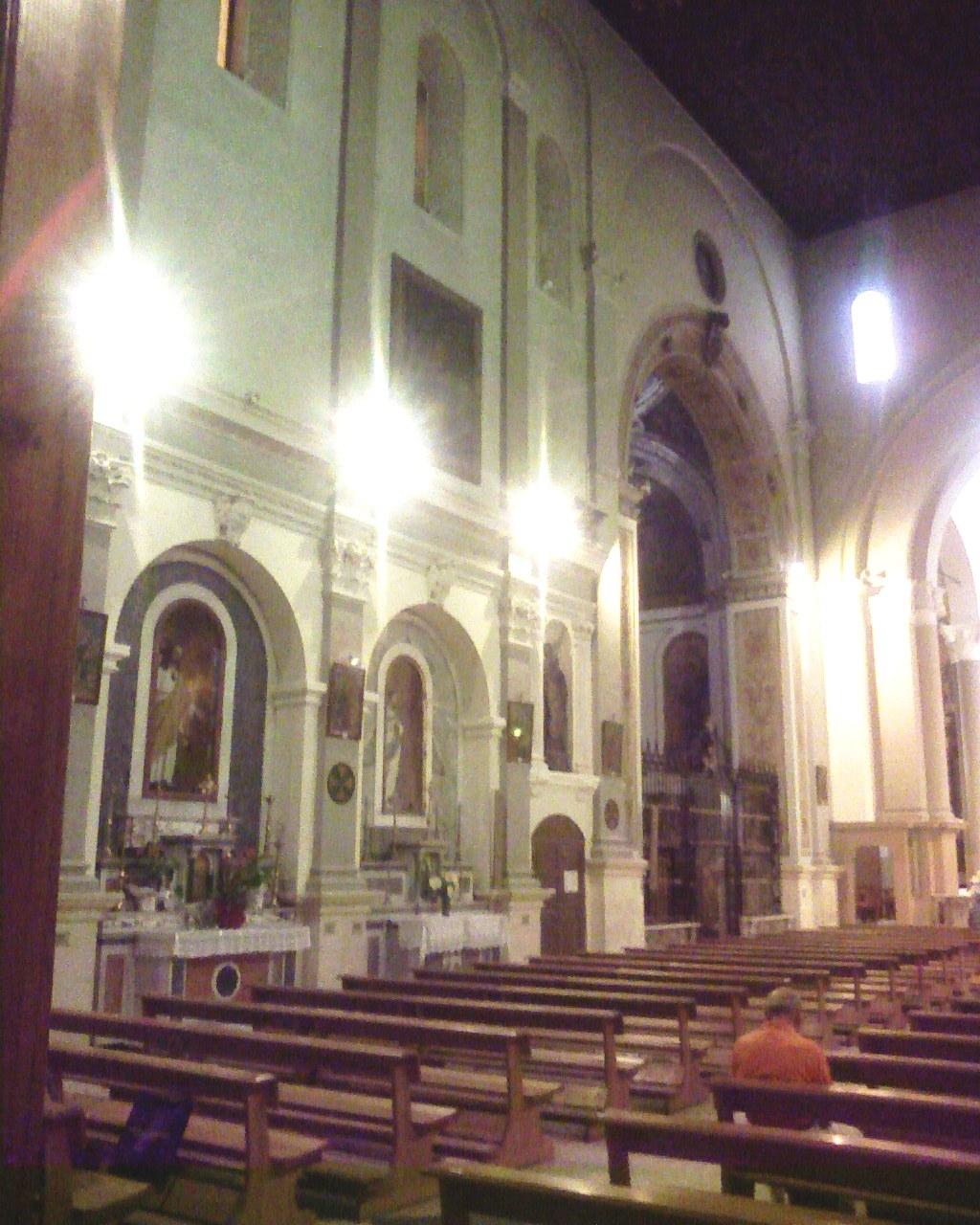
Parte finale della parete sinistra. È ben visibile il Cappellone del Santissimo Sacramento

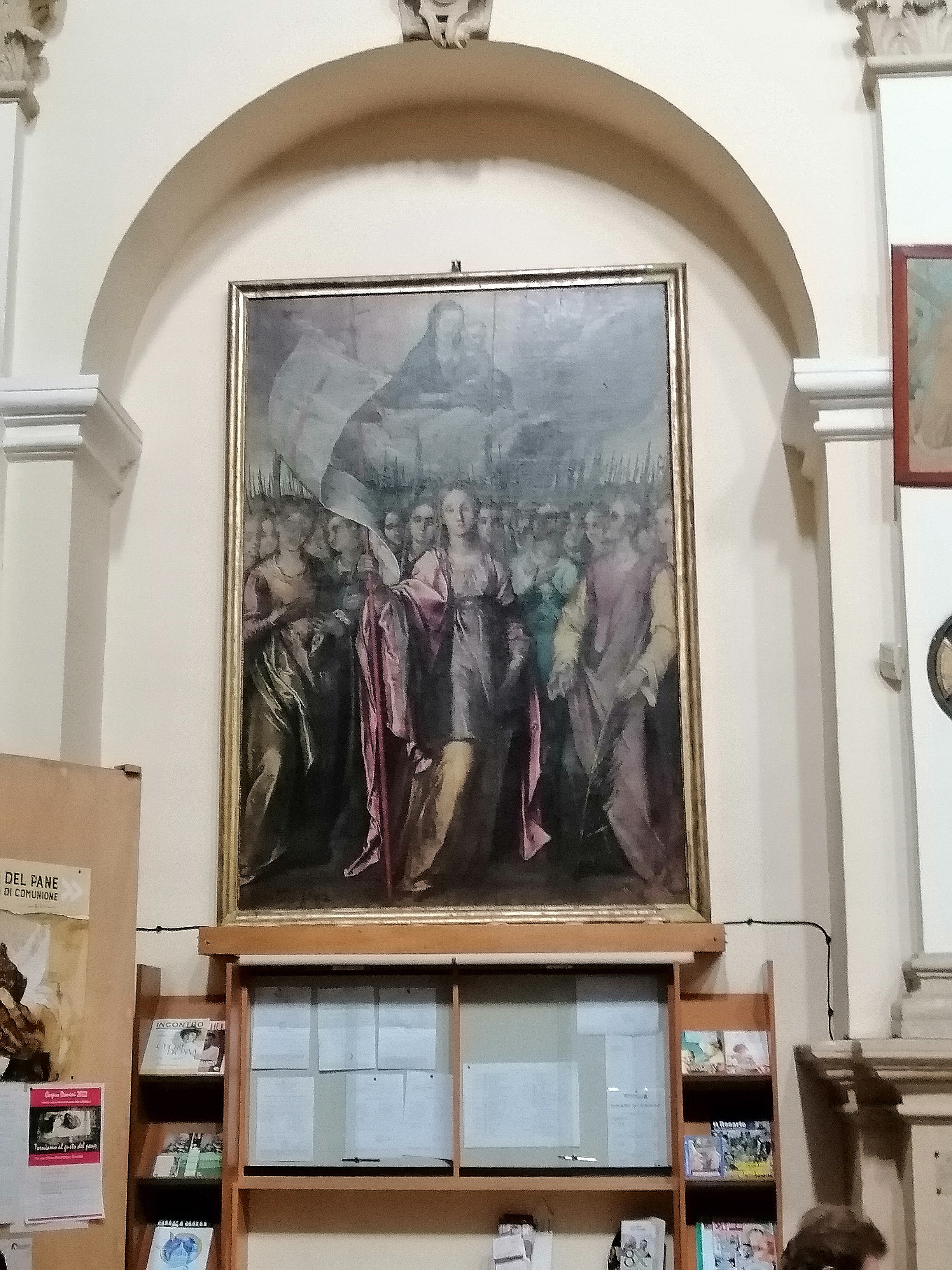
Tela raffigurante santa Orsola attribuita al fiammingo Gaspar Hovic

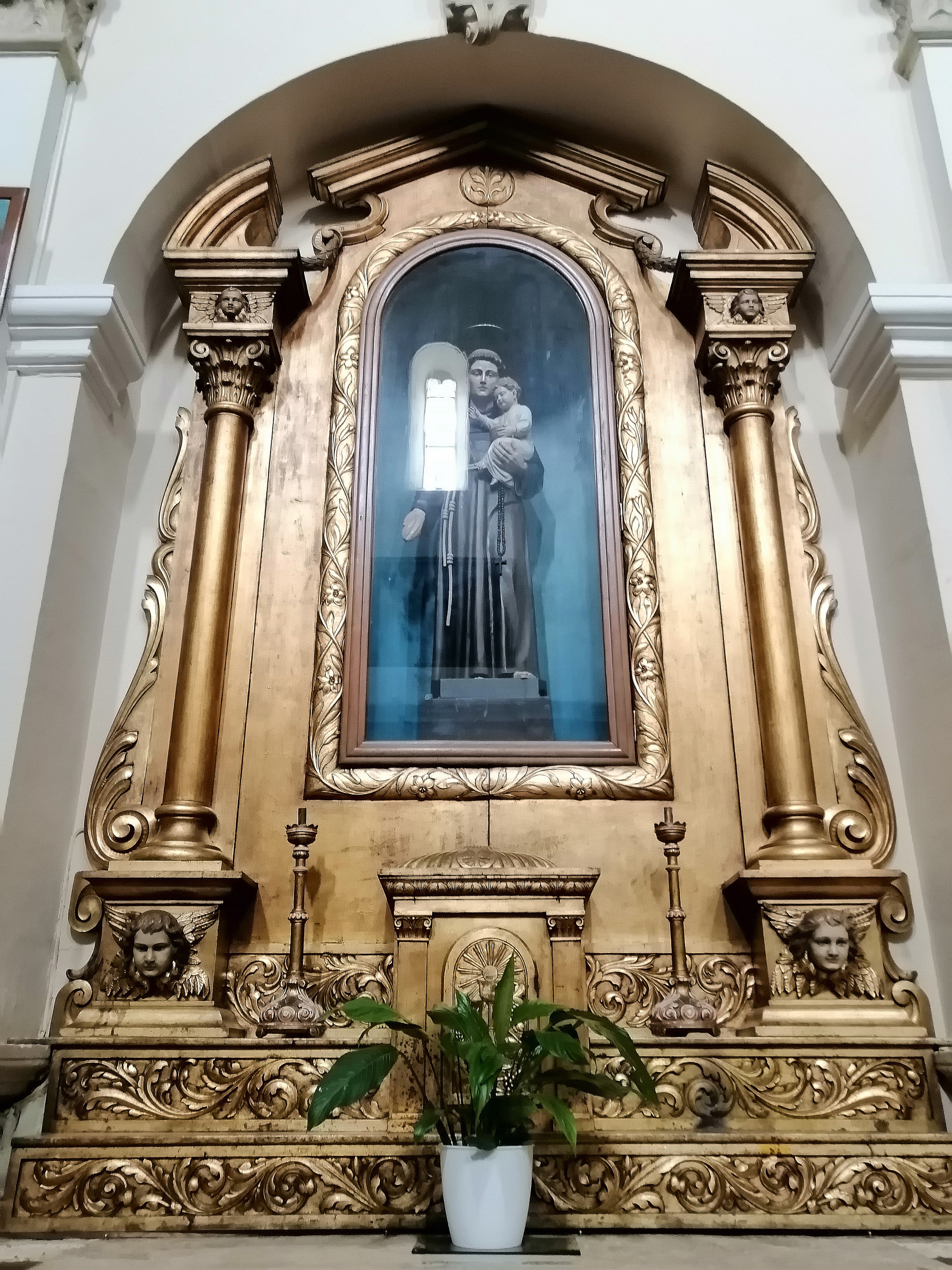
Altare di Sant'Antonio

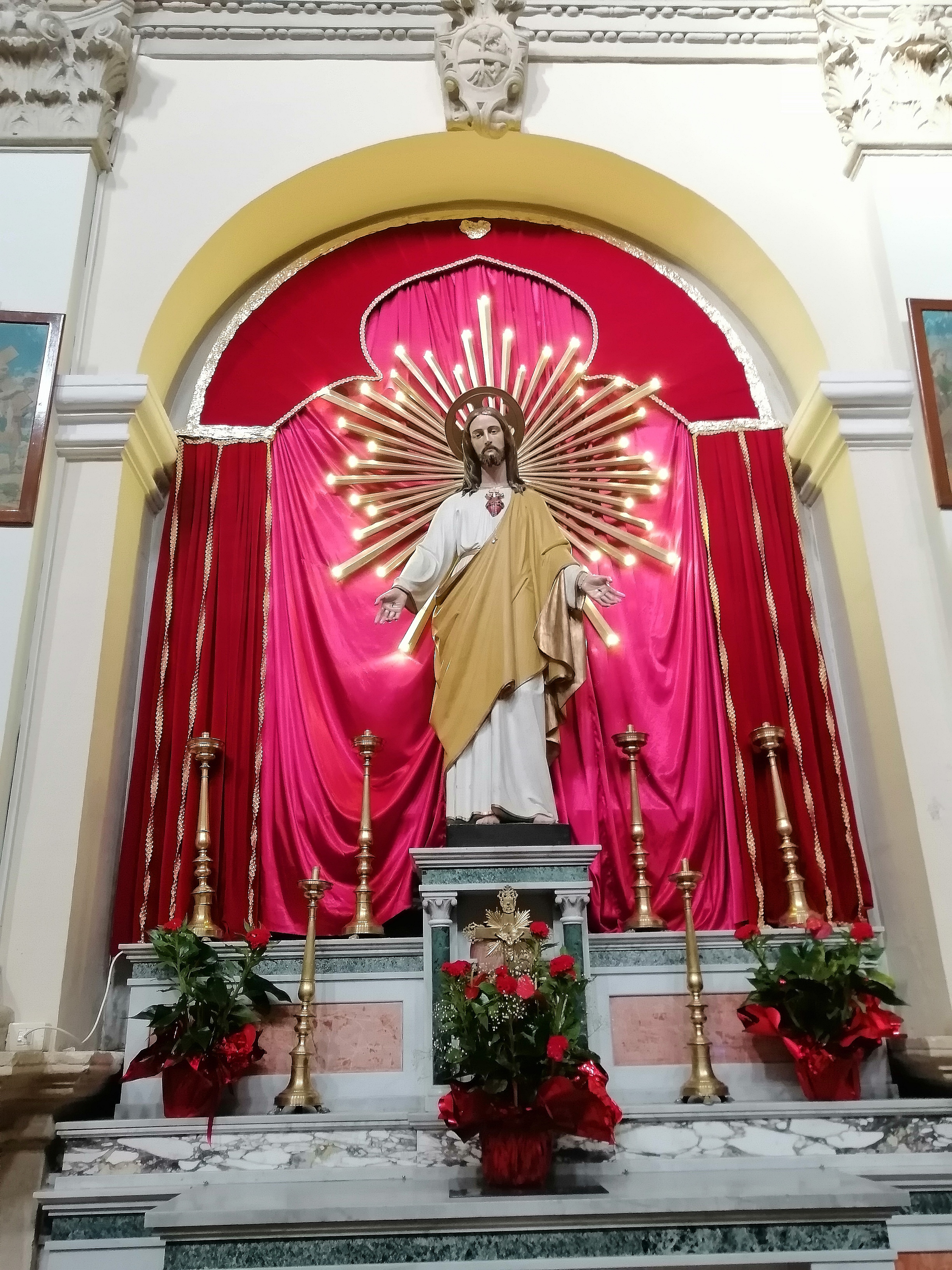
Altare del sacro cuore

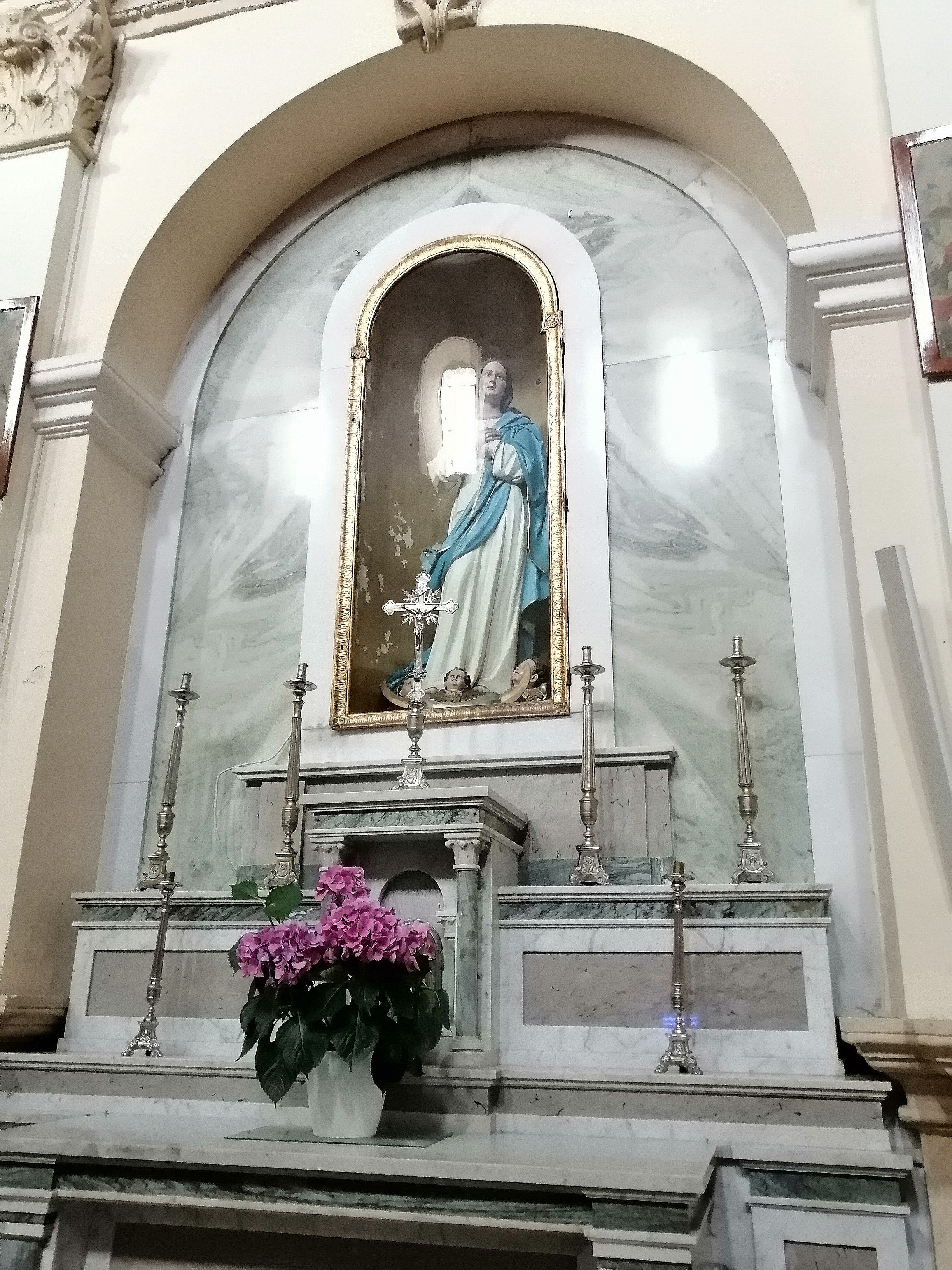
Altare dell'immacolata

Sulla parete di sinistra, partendo sempre dall'ingresso principale verso il presbiterio, il primo arco ospita il grande dipinto di sant'Orsola attribuito al pittore fiammingo Gaspar Hovich. Il quadro è stato trasferito dalla chiesa delle Monacelle nel 1968.
Nella seconda arcata, che porta in chiave d'estradosso lo stemma della famiglia Flora, c'è l'Altare di sant'Antonio. È stato realizzato dallo scultore Mussner in legno dorato nel 1940. L'altare custodisce una statua lignea che riproduce le fattezze del santo. Precedentemente vi si trovava un altare in tufo dedicato a san Pietro Martire che conservava il quadro che ora è posizionato in controfacciata, presso l'ingresso principale. Questo altare di Patronato della famiglia Flora passò nel 1759 alla famiglia Longo per donazione ricevuta dall'arciprete Nicolantonio Flora.
Nel secondo ordine, superiormente al transetto che sormonta i primi due archi della parete di sinistra, trova sistemazione una tela che raffigura il Cristo risorto e san Tommaso. Il dipinto è attribuito al molfettese Giuseppe Porta, allievo di Corrado Giaquinto, e risale al Settecento. Anche questo quadro è stato portato qui nel 1968 dalla chiesa delle Monacelle.
Il terzo grande arco ospita l'Altare del Sacro Cuore, anch'esso risalente ai lavori effettuati dall'arciprete Alvigni (1940). Di esso si occupa il Sodalizio dell'Apostolato della Preghiera fondato dallo stesso arciprete il 16 dicembre 1938. L'altare in marmo dipinto comprende una statua lignea che rappresenta il Cuore di Gesù. In origine l'altare era dedicato all'Adorazione dei Magi. Sormonta l'arco lo stemma della famiglia Calò.
Nel quarto arco è possibile osservare l'Altare dell'Immacolata, realizzato in marmo dipinto nel 1940 grazie alle offerte raccolte dalla Pia Unione delle Figlie di Maria, associazione fondata il 12 maggio 1874 ed avente sede nella chiesa Matrice (in origine la loro sede era la chiesa di Santa Maria di Modugno, ma nel 1892 vennero spostate nella chiesa di san Vito, ed infine nella chiesa maggiore di Modugno). È presente una statua lignea che rappresenta la Madonna Immacolata. L'altare era precedentemente dedicato a san Francesco Saverio ed era affidato alla cura della confraternita che portava il nome del santo. In chiave d'estradosso d'arco è possibile osservare lo stemma nobiliare della famiglia Capitaneo.
Nell'ordine superiore, al di sopra del terzo e del quarto arco è posizionato un dipinto di san Carlo Borromeo. La tela è stata dipinta nel 1673 da un allievo di Cunavi (pittore napoletano appartenente alla scuola di Palma il Giovane). Sempre nel secondo ordine, si può osservare una nicchia, posizionata in corrispondenza di quella nella parete destra. Ivi è conservata una finta statua di san Pietro ricavata tagliando e applicando su tavola una tela, probabilmente del pittore bitontino Nicola Gliri.
A seguire, sulla parete sinistra si apre il Cappellone del Santissimo.

### Il Cappellone del Santissimo Sacramento

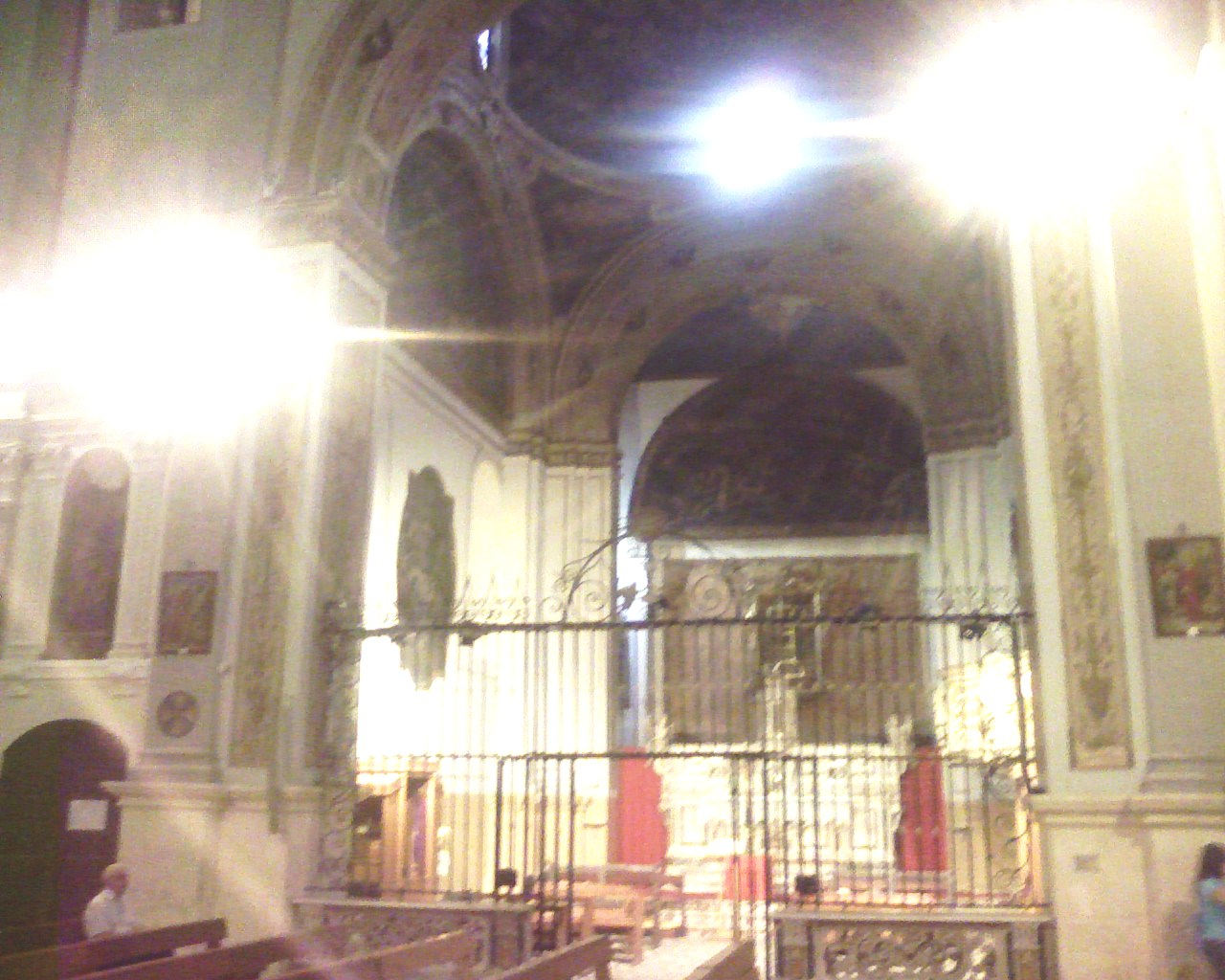
Il Cappellone del Santissimo Sacramento

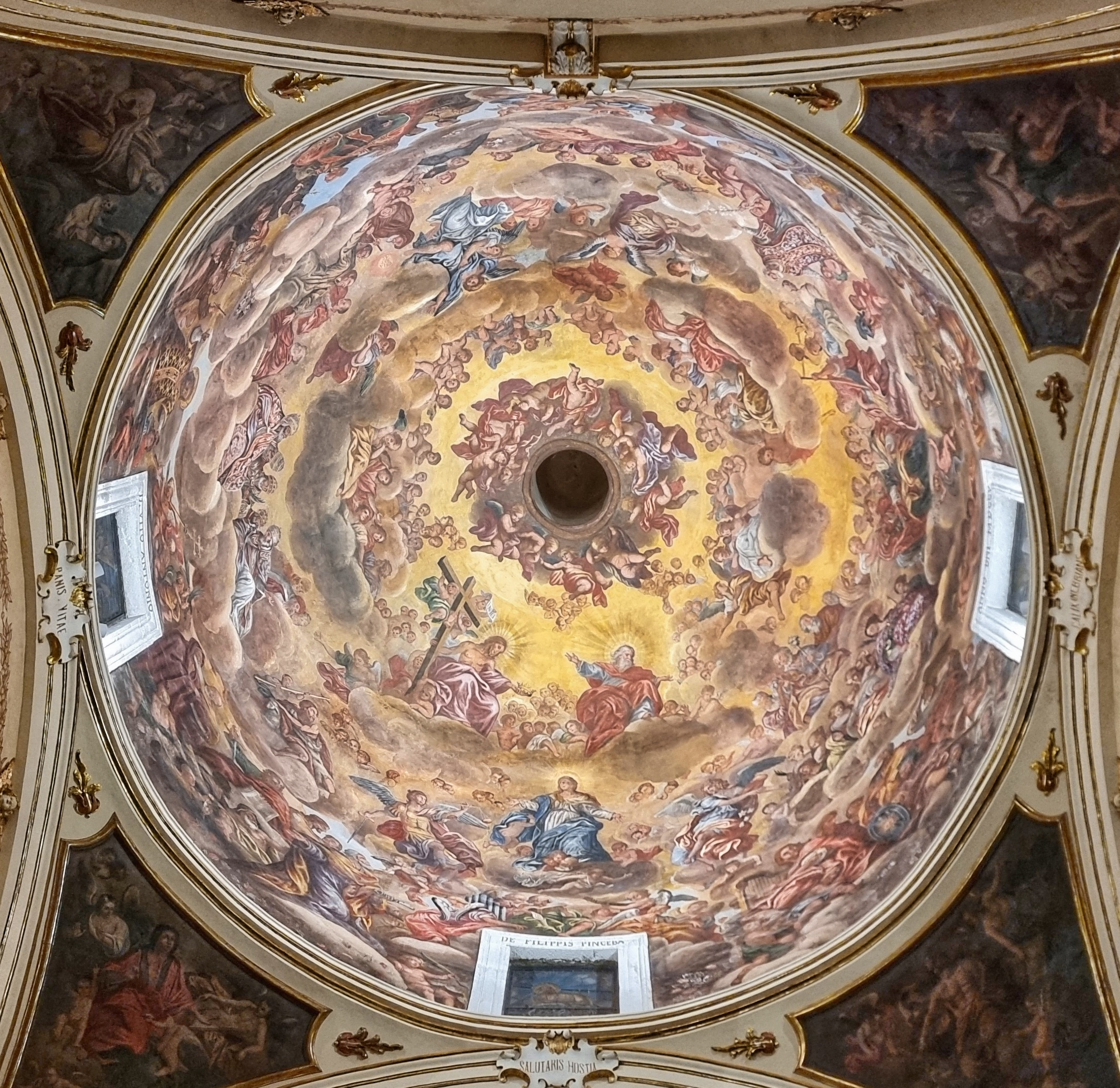
Dettaglio della cupola del Cappellone del Santissimo Sacramento

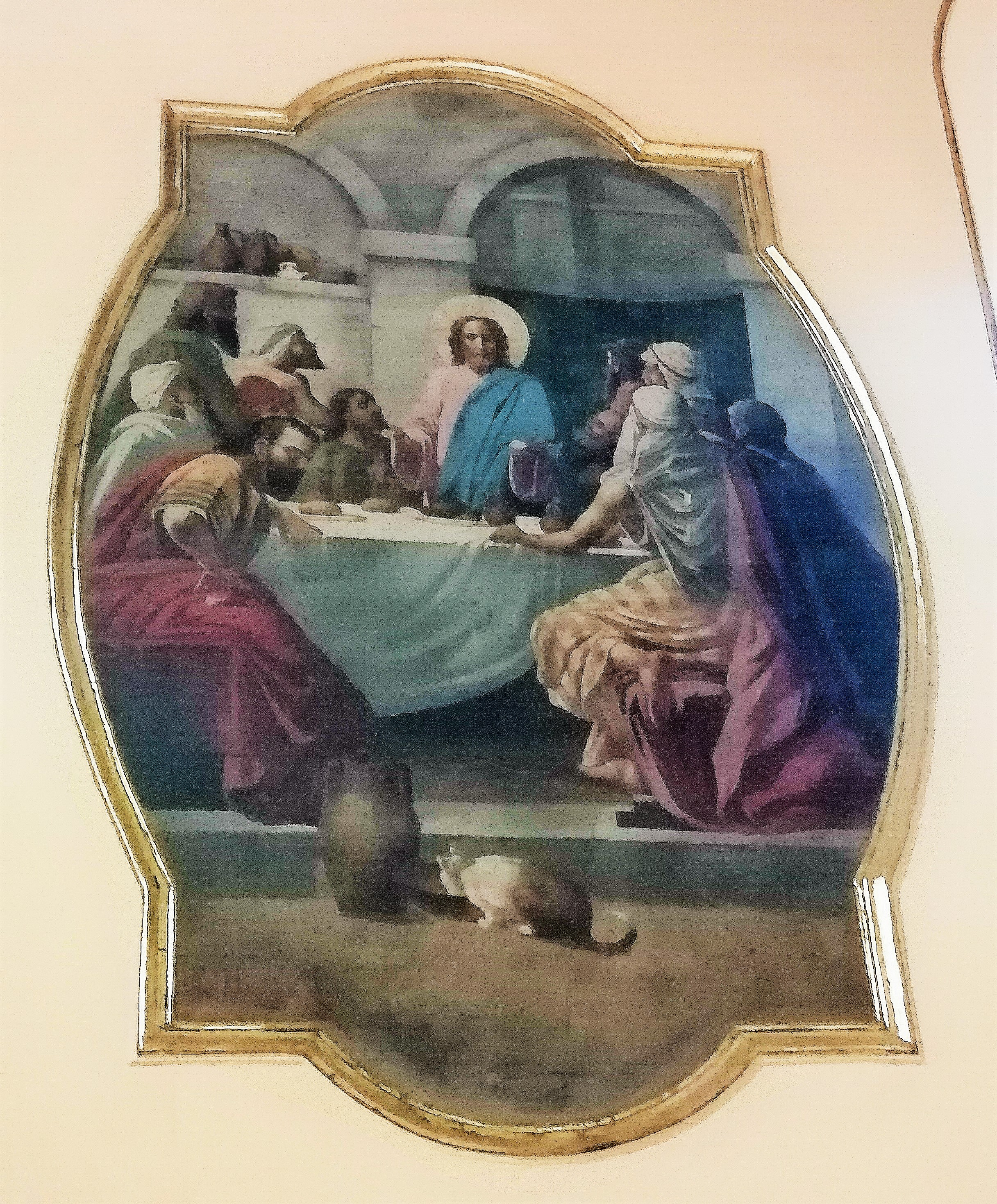
Tela raffigurante l'ultima cena di Giuseppe Montone

Il cappellone laterale è stato costruito nel 1642, dopo la consacrazione della chiesa. Esso è diviso dalla navata da una balaustra in marmo intarsiato e traforato, e da una cancellata in ferro battuto. Sin dal 30 marzo 1764 si occupa della cura del cappellone l'Arciconfraternita del Santissimo Sacramento, creata appositamente con lo scopo di aumentare il decoro del culto dell'Eucaristia.
In mezzeria dell'arcone d'ingresso si trova lo stemma comunale con putti, e un occhio dipinto con Ostensorio del Santissimo Sacramento.
La struttura quadrangolare del cappellone è formata da quattro grandi archi sui quali si regge la grande cupola ottagonale di struttura simile alla cupola che copre il presbiterio, sebbene di dimensioni minori. Le vetrate istoriate del tamburo della cupola sono state realizzate tra il 1967 e il 1969 dalla ditta Camper di Atri. L'interno della cupola è stato affrescata nel XVII secolo da Nicola Gliri. Il dipinto mostra la Chiesa trionfante con la Vergine tra una gloria di santi ed Angeli. L'affresco è di scuola napoletana come si evince dalla luminosità del fondo. Le tele dei tre lunettoni sono attribuite a Carlo Rosa. Nel lunettone di sinistra è rappresentato Lazzaro e il ricco Epulone, in quello centrale è raffigurato il Paesaggio del Mar Rosso, nel lunettone destro ci sono due personaggi biblici: La Regina Ester e il re Assuero.

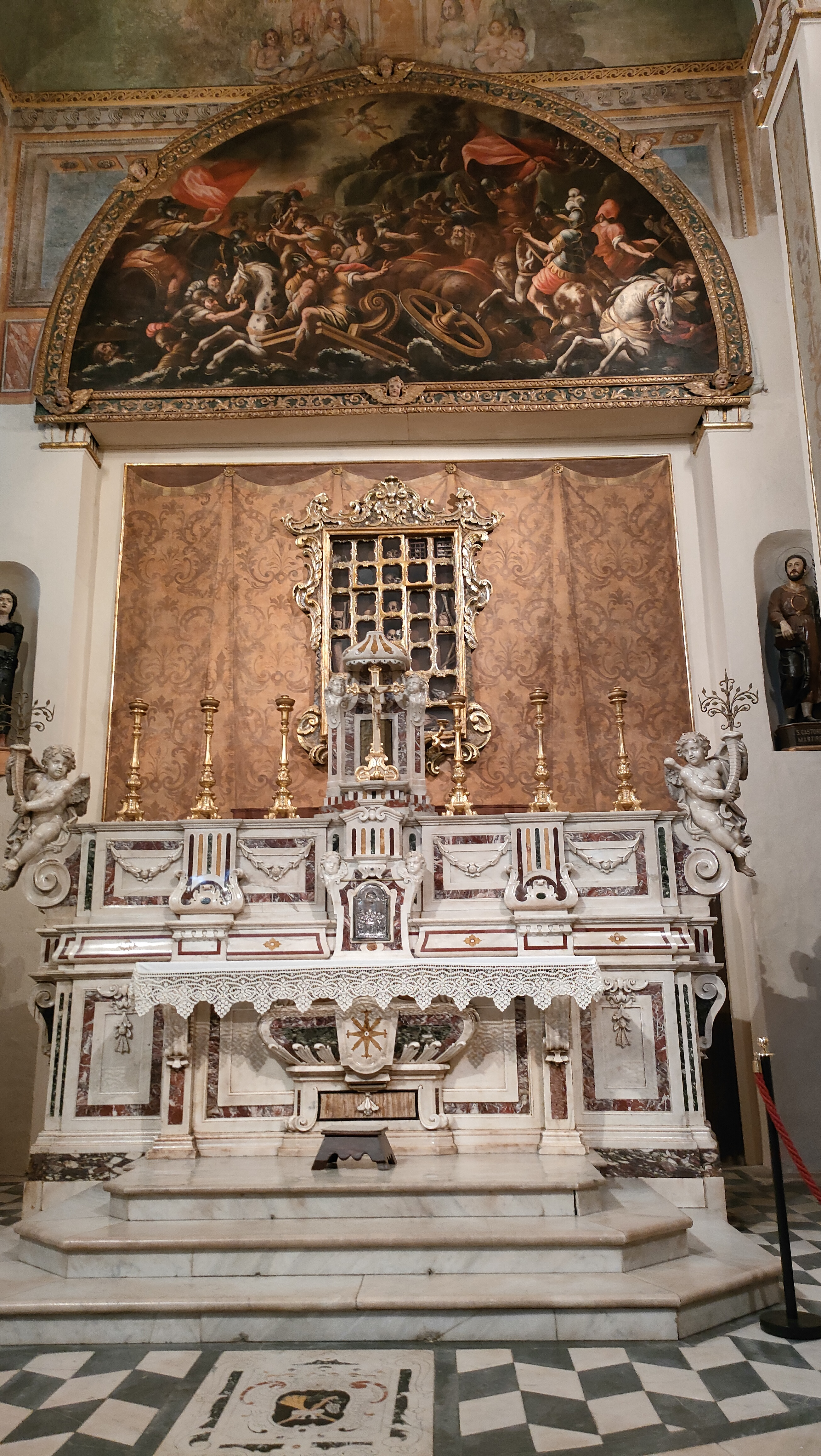
L'altare del Cappellone del Santissimo. Alle spalle dell'altare si può osservare il reliquiario.

La parete destra è occupata da una cantoria in legno scolpito e dorato comprendente un piccolo organo risalente al XVIII secolo. Ai lati dello strumento musicale sono presenti due affreschi di angeli attribuiti a Umberto Colonna (1939).
Sulla parete sinistra si trovano una statua lignea raffigurante il Cristo morto e una tela raffigurante l'Ultima cena, opera eseguita nel 1905 dal pittore barese Giuseppe Montone.
L'altare del cappellone, in marmo bianco con varie decorazioni, è stato consacrato nel 1672 alla presenza dell'arcivescovo Giovanni Granafei, come ricordato dalla lapide presente sul muro laterale. L'altare comprende un ciborio d'argento sbalzato con scene dell'Ultima Cena e un tronetto di marmo che viene utilizzato per l'esposizione del Santissimo Sacramento. Sulla parete, ai lati dell'altare, sono presenti due statue di legno. Esse rappresentano i santi Basileo e Castore e sono di scuola napoletana secentesca.
Alle spalle dell'altare, fa mostra di sé un grande reliquiario seicentesco in stile barocco, in legno dorato. Ha una forma di croce latina ed è costituito da 28 caselle numerate. Il reliquiario custodisce 57 reliquie di santi Martiri indicati con i loro nomi, ed altri di santi non precisati. Fra queste, le più importanti sono i teschi di san Vito, di san Cipriano, di san Basileo e di san Castore, e due falangi di un dito (forse il mignolo) di san Corrado racchiuse in una custodia di bronzo con l'incisione delle lettere "S.C." e posizionata nella casella numero 4.
Il reliquiario e il suo prezioso contenuto sono presenti nel cappellone sin dalla sua consacrazione. Molte delle reliquie furono donate, nel Seicento, dal notaio Amendola e dal Protonotario Apostolico Bartolomeo Leone, il quale nel 1639 ricoprì il posto di arciprete sostituto.
Il 29 marzo 1939, previa autorizzazione della Curia Arcivescovile, l'arciprete Alvigni operò la ricognizione canonica delle reliquie. Le caselle erano sigillate con il timbro in ceralacca rossa con lo stemma di Gennaro Adelelmo Pignatelli, arcivescovo di Bari dal 1770 al 1777. In quell'occasione fu prelevata la reliquia dello stinco di san Vito che fu donata alla chiesa di Santa Scolastica al Porto di Bari, dove il culto del santo è molto sentito. Il 23 maggio dello stesso anno il reliquiario venne richiuso alla presenza del cancelliere della curia Monsignor Giovanni Anaclerio: gli infranti sigilli settecenteschi furono affiancati dai timbri dell'allora arcivescovo Marcello Mimmi e da quelli della Curia Arcivescovile. Negli archivi parrocchiali si conserva un verbale di questa ricognizione; una copia dello stesso è conservata in un tubetto di zinco nella casella 11 dello stesso reliquiario; una terza copia è custodita nella Curia di Bari.

### Organi a canne

#### Organo maggiore
Dietro l'altare maggiore, a ridosso della parete fondale dell'abside, si trova l'organo a canne, costruito nel 1959 dalla ditta organaria Fratelli Ruffatti.
Lo strumento è situato al posto dell'antico coro ligneo, in cattivo stato di conservazione, che comprendeva anche l'antico organo risalente al 1615. Nel 1940 venne smontato dalla sua posizione alle spalle dell'altare e riposizionato dove era in origine, al fianco dell'altare. Successivamente però venne smontato a causa del pessimo stato in cui versava, e sostituito definitivamente dall'attuale organo. Quest'ultimo, è a trasmissione elettrica e dispone di 22 registri; la sua consolle ha due tastiere di 61 note ciascuna ed una pedaliera concavo-radiale di 32.

#### Organo del Cappellone del Santissimo Sacramento
All'interno del Cappellone del Santissimo Sacramento, sull'elaborata cantoria lignea dipinta posta sulla parete di destra, si trova un antico organo a canne, costruito tra il XVIII e il XIX secolo. Lo strumento, a trasmissione integralmente meccanica, ha una tastiera di 45 note con prima ottava scavezza, e 5 registri.

## Il campanile
(N. Milano, Modugno. Memorie storiche, 1984, p. 178)

### Storia del campanile

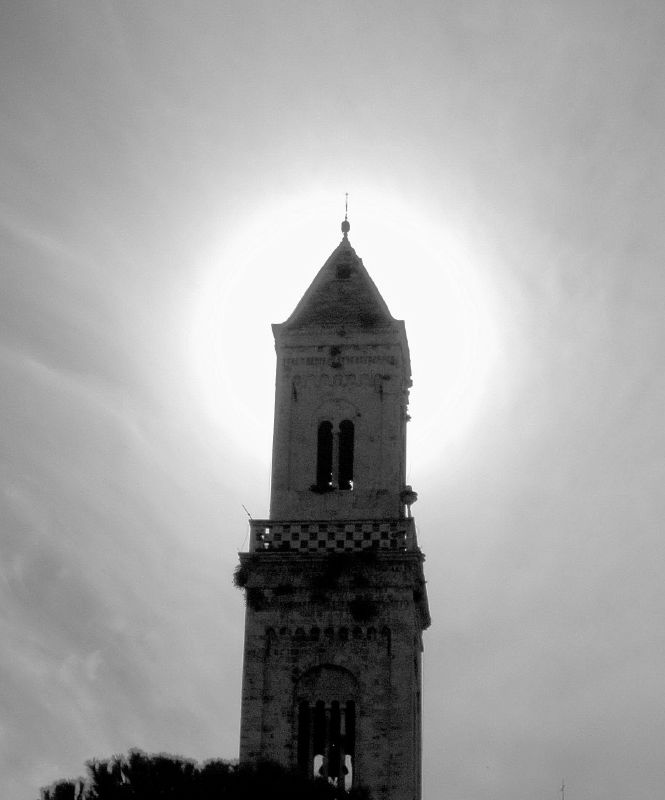
Il campanile della chiesa Matrice

L'utilizzo dei campanili si è sviluppato nel Medioevo, con forme diverse, secondo gli stili architettonici più disparati. Nello stile romanico le torri campanarie avevano base rotonda. Nello stile lombardo, invece, si iniziarono a sviluppare campanili aventi base quadrata. Furono i monaci benedettini ad importare in Puglia lo stile architettonico che prevedeva torri quadrate, in quanto meglio si adattava alle caratteristiche della pietra calcarea. Col tempo, l'architettura pugliese si distinse nettamente dalle altre, assumendo peculiarità proprie. Il campanile romanico pugliese ha una struttura molto massiccia, alleggerita ed impreziosita da eleganti decorazioni, ricche modanature, archetti e finestre con slanciate colonnine dai capitelli intarsiati.
In ogni epoca, ciascuna cittadina pugliese ha sempre ambito ad avere un proprio campanile che caratterizzasse la propria patria in maniera inconfondibile: sia per la forma della torre, sia per il suono delle campane.
La comunità modugnese si è sempre identificata nel proprio campanile, che può essere ritenuto fra i monumenti di maggior pregio storico-artistico della città. Il panorama di Modugno è reso inconfondibile proprio dalla presenza della torre campanaria della chiesa Matrice.
In passato le campane scandivano sia la vita religiosa, ma anche le pratiche quotidiane come il lavoro nei campi o la consumazione dei pasti.
La chiesa Matrice di Modugno, anche prima dei lavori di ampliamento del XVII secolo, possedeva un campanile, ma non si conosce molto della sua struttura. Nel 1604 esso fu abbattuto per la costruzione dell'attuale: i lavori per l'edificazione della nuova torre campanaria iniziarono contestualmente ai lavori nella chiesa. Infatti, fino all'altezza della terrazza della chiesa la struttura del campanile è un corpo unico con quella della chiesa. Bartolomeo Amendola si occupò della progettazione sia della chiesa che del campanile.
Nel 1612 i lavori per l'innalzamento della torre campanaria della maggior chiesa di Modugno giunsero al terzo piano (nell'arco della trifora è incisa quella data). La data 1614 incisa sotto il cornicione del loggiato testimonia che in quell'anno la costruzione era progredita fino a quel punto. I lavori dovevano essere terminati per il 1615 in quanto una campana porta quella data.

### Architettura del campanile

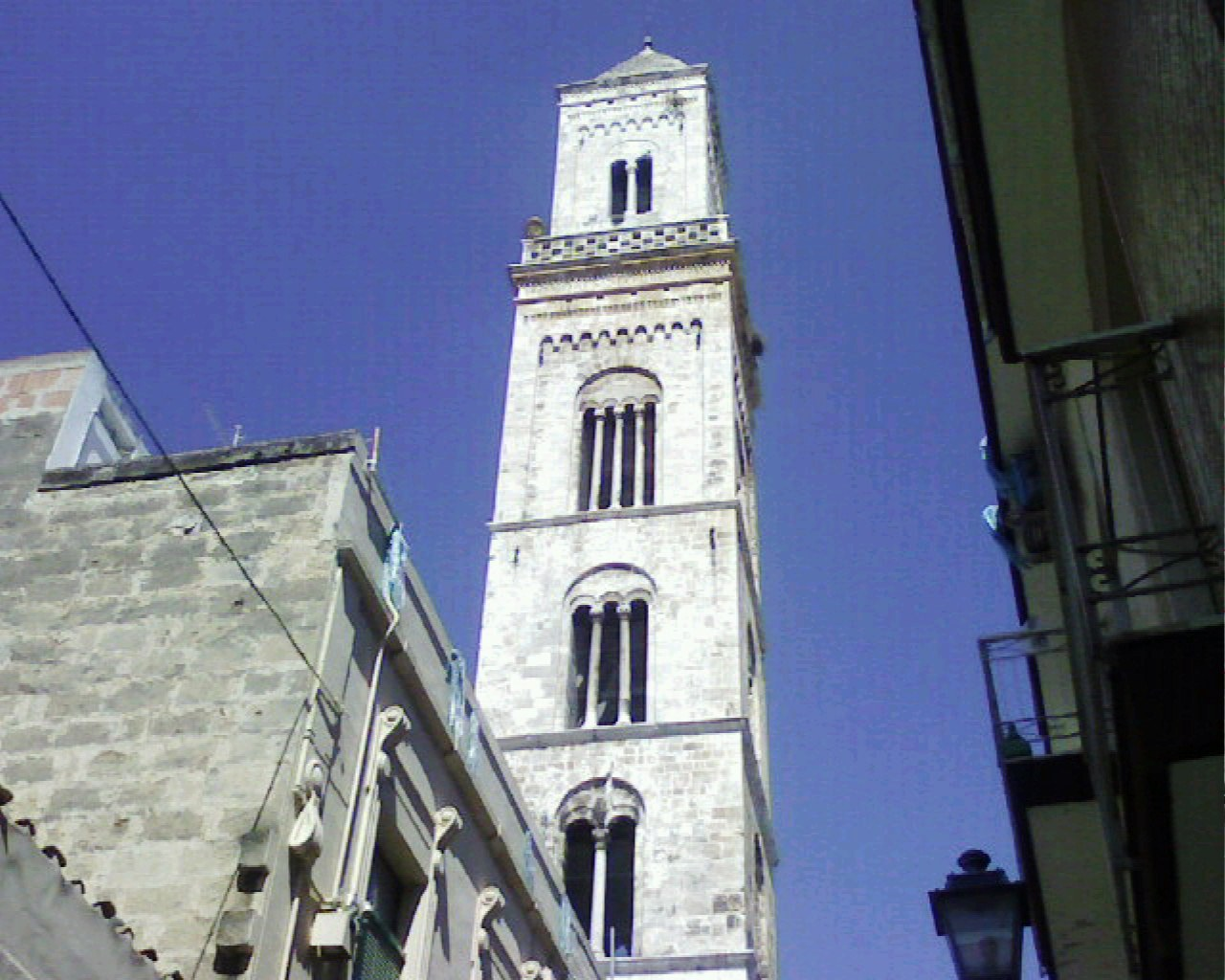
Il campanile

Il campanile della chiesa Maria Santissima Annunziata di Modugno è un esempio tardivo (seicentesco) dello stile romanico pugliese che si affermò nella regione nel XII secolo. A quest'epoca, infatti, risalgono i campanili della Cattedrale di Bari e della maggior chiesa di Palo del Colle, i quali hanno fatto da modello per quello modugnese.
Il campanile è alto, secondo Trentadue, 67 metri; invece, secondo le misurazioni di Vinaccia, sarebbe alto 53 metri; la recente guida turistico-culturale della Pro Loco di Modugno afferma che il campanile è «alto più di sessanta metri».
La torre ha base quadrangolare di 4 metri di lato ed è divisa in diversi piani in cui si aprono finestroni con ripartizioni crescenti, dal basso verso l'alto, in bifore, trifore e quadrifore. Le colonnine che ripartiscono le finestre hanno capitelli corinzi e sono uniti superiormente da piccoli archi lunati.
Sormonta questa parte della costruzione un ulteriore piano rastremato: un torrino con bifore, culminante con una piramide a base quadrangolare. Questa loggia è divisa dalla parte sottostante da un cornicione con modanature molto robuste ed aggettate; la linea dell'architrave del cornicione è segnata da una modanatura a toro. Sotto il fregio della loggia è possibile scorgere un'incisione che occupa i quattro lati della torre: «Christus Rex renit in pace» (a E); «Et Deus homo cactus est» (a N); «Honorem Deo liberationem» (a O); «patrie - A.D. 1914» (a S) («Cristo Re venne in pace e Dio si è fatto uomo onore a Dio e libertà alla patria - Anno del Signore 1914»). Le stesse parole si possono leggere sui campanili di Palo del Colle e della Basilica di san Marco a Venezia.

### Il campanile e i fulmini
In diverse occasioni, il campanile ha dovuto subire delle riparazioni a causa di danni riportati in seguito alla caduta di fulmini. Il primo fulmine cadde sul campanile e sulla chiesa quando i lavori di costruzione della chiesa non erano ancora terminati, il 13 novembre 1622: persero la vita quattro persone. In quell'occasione si verificò l'episodio ritenuto miracoloso del Crocifisso.
Nel 1726 un secondo fulmine si abbatté sulla torre campanaria. Nell'Archivio Parrocchiale è possibile leggere la seguente nota a commento dell'accaduto: «Il 12 maggio 1726 cascò un fulmine e fracassò l'organo della Chiesa Maggiore e scemò la cima del campanile senza far danno a uomini e donne che erano in detta chiesa».
A circa vent'anni di distanza un altro fulmine colpì la chiesa. A ricordo di tale avvenimento era posizionata una placca d'ottone con la scritta 25 agosto Anno del Signore 1747. Tale placca, collocata presso l'Altare dell'Addolorata, fu rimossa durante i restauri del pavimento eseguiti nel 1936 e mai più ricollocata.
L'ultimo fulmine colpì il campanile la notte del 3 gennaio 1935. Esso causò notevoli danni e alcune parti della torre campanaria crollarono colpendo le case vicine; alcuni frammenti furono scagliati a notevole distanza, e un grosso masso crollò sulla volta dell'abside sfondandolo e provocando danni all'interno della chiesa. Crollarono molti solai in legno interni al campanile, vennero abbattute alcune campane e una di esse, che suonava la nota "mi" e risalente al 1615, venne ridotta in frantumi. Si provvide a ingabbiare la torre e si proibì di suonare la campana più grande per evitare ulteriori crolli.

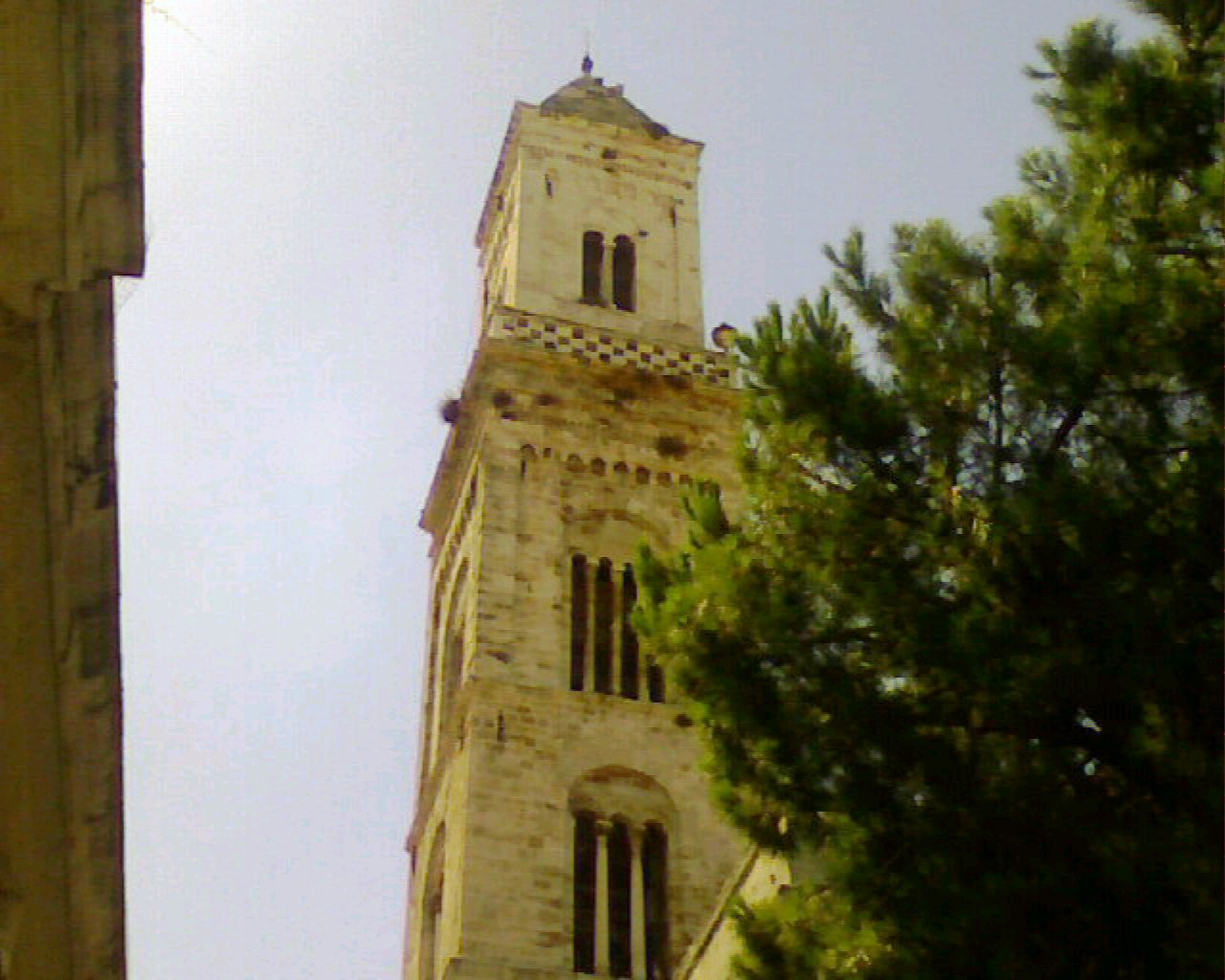
Il campanile

Tuttavia, per la riparazione dei danni si dovette attendere fino al 1939. In quella data, la ditta Bevilacqua di Minervino Murge venne incaricata dal Comune di eseguire i lavori necessari. Il Comune, per far fronte alla spesa di 65.000 lire, dovette chiedere un prestito alla Cassa Nazionale Affitti e Prestiti.
La campana danneggiata dal fulmine venne rifusa e alla preesistente iscrizione «A.D. 1615 - Misericordias Domini in aeternum cantabo» (trad.: «Canterò in eterno le misericordie del Signore - Anno 1615») si aggiunse la nuova «A.D. 1939 - Ignis ars denuo confecit quam de coelo ignis ictus in fragmenta proiecit die III Januari 1935» («Anno 1939 - L'arte ignea confezionò di nuovo quella (campana) che una forza ignea dal cielo ridusse in frammenti il 3 gennaio 1935»). Durante i lavori di ristrutturazione fu installato un impianto parafulmine.

### Le Campane
Sino agli anni quaranta il campanile era dotato di un concerto di cinque campane che riproducevano le seguenti note: Fa - Mi - Re - Do - Si.
La prima di queste campane, che suonava il "Fa", risaliva al 1605, data in cui iniziarono i lavori di costruzione del campanile e della chiesa. Da questo dato è possibile presumere che la campana di 95 chilogrammi sia stata realizzata dalla fusione delle campane presenti nell'antica torre campanaria. La campana aveva questa incisione: «A fulgore et tempestate libera nos Domine» («Dalla folgore e dalla tempesta liberaci o Signore»).
La campana del "Mi", del peso di 110 kg, era la seconda più antica, risalendo al 1615 quando il campanile venne completato.
In ordine cronologico, la terza campana è quella che suona il "Si", risalente all'anno 1637. Essa è la campana maggiore della chiesa pesando 10 quintali, con diametro di 110 centimetri e altezza di 110 centimetri. Sulla campana ci sono quattro fregi decorativi: lo stemma comunale del cardo selvatico; l'immagine della Madonna delle Grazie; la figura di san Rocco; uno stemma padronale di una famiglia che forse ha contribuito alle spese per la sua fusione.
Presenta una incisione in latino che invita il popolo ad onorare Dio e a difendere la patria, Seguono i nomi dell'artigiano che l'ha realizzata (Donato Franca Detossocia), dell'allora re (Filippo III) e del sindaco (Tommaso Zazzorin).
Il "Re" è suonato da una campana del 1751. Essa ha una stazza di 160 kg e un diametro di 62 cm. Presenta, come decorazioni, un'immagine poco decifrabile e una lucertola. Si può leggere la scritta: «S. Maria ora pro nobis - A.D. MDCCLI» («Santa Maria prega per noi - Anno Domini 1751»). È collocata nel piano più alto della torre campanaria.
Il campanile ospitava anche una campana che riproduceva il "Do". Creata nel 1828 aveva una scritta dedicata all'Annunziata.
Durante la Seconda guerra mondiale, tre delle cinque campane furono requisite per esigenze belliche. Esse vennero rimosse il 27 febbraio 1943. Rimasero solo la campana "si" e la campana "re"; le altre furono portate nella Fonderia Giustozzi e ridotte in frantumi, ma non furono fuse prima della fine della guerra. Nel luglio 1946 gli amministratori del comune chiesero di trasformare i rottami delle campane in un'unica nuova. Questa, del peso di 175 kg, venne collocata nel campanile il 20 dicembre dello stesso anno, ma il suo suono è la nota "Re" e risulta superflua in quanto una delle due campane precedenti suona proprio la stessa nota.

## Organizzazione del clero e della parrocchia
Nell'epoca in cui la chiesa modugnese dedicata all'Annunziata era sede vescovile, doveva probabilmente sussistere un Capitolo Cattedrale. Il Capitolo è l'insieme dei sacerdoti che coadiuvano il vescovo nell'esercizio delle sue funzioni e che svolgono il servizio liturgico corale. I capitoli non sono comunità monastiche e perciò non hanno le caratteristiche della convivenza comune (la quale talvolta è possibile), dell'indivisibilità dei beni dello stesso (i quali sono ripartiti in quote o prebende). Tuttavia, non sono note molte informazioni riguardanti l'antico Capitolo Cattedrale modugnese.

### Capitolo Ricettizio
Col passare del tempo, il Capitolo di Modugno perse importanza diventando un semplice Capitolo Ricettizio. Esso è un raggruppamento di sacerdoti, senza il titolo di canonici, che espletavano il culto. Fra i documenti redatti da questo Capitolo, si conserva la corrispondenza con la duchessa Isabella d'Aragona (risalente all'inizio del XVI secolo). Lo statuto del Capitolo, che sostituiva il precedente, andato distrutto durante l'epidemia di peste del 1503, è datato 8 ottobre 1517. In tale statuto si fa espressamente divieto di nominare arciprete un "forestiero" (chi non era nato a Modugno) per evitare il ripetersi di malgoverni come quelli di Gian Antonio De Ruggiero, che da poco era stato trasferito ad Ostuni. Lo statuto venne approvato, il 25 gennaio 1527, dalla regina Bona Sforza e dal suo consorte Sigismondo I di Polonia. 
Nel XVII secolo fu costruita la nuova chiesa e l'allora arcivescovo Granafei decise di mostrare la sua soddisfazione per il lavoro svolto, concedendo ai sacerdoti di Modugno il titolo onorifico di canonico, anche se il capitolo rimaneva Ricettizio. Il collegio canonicale era di 33 membri.
Fonti importanti per risalire alla situazione del clero modugnese nel passato, sono i resoconti delle visite pastorali degli arcivescovi, conservati negli archivi parrocchiali. Nel 1702 l'arcivescovo Muzio Gaeta constata che la chiesa ricettizia di Modugno è servita da un arciprete, due primiceri e ottantaquattro sacerdoti. Nel 1754 l'arcivescovo Luigi D'Alessandro conta un totale di sessanta presbiteri.
Nel 1830, il re Ferdinando II decise di porre ordine nella complessa situazione dei capitoli del suo regno. Per quanto riguarda Modugno, i sacerdoti partecipanti furono elevati da 33 a 40 (di cui 12 maggiori e 28 minori) escluso il parroco. La rendita del Capitolo era di 6260 ducati.

### Collegiata insigne

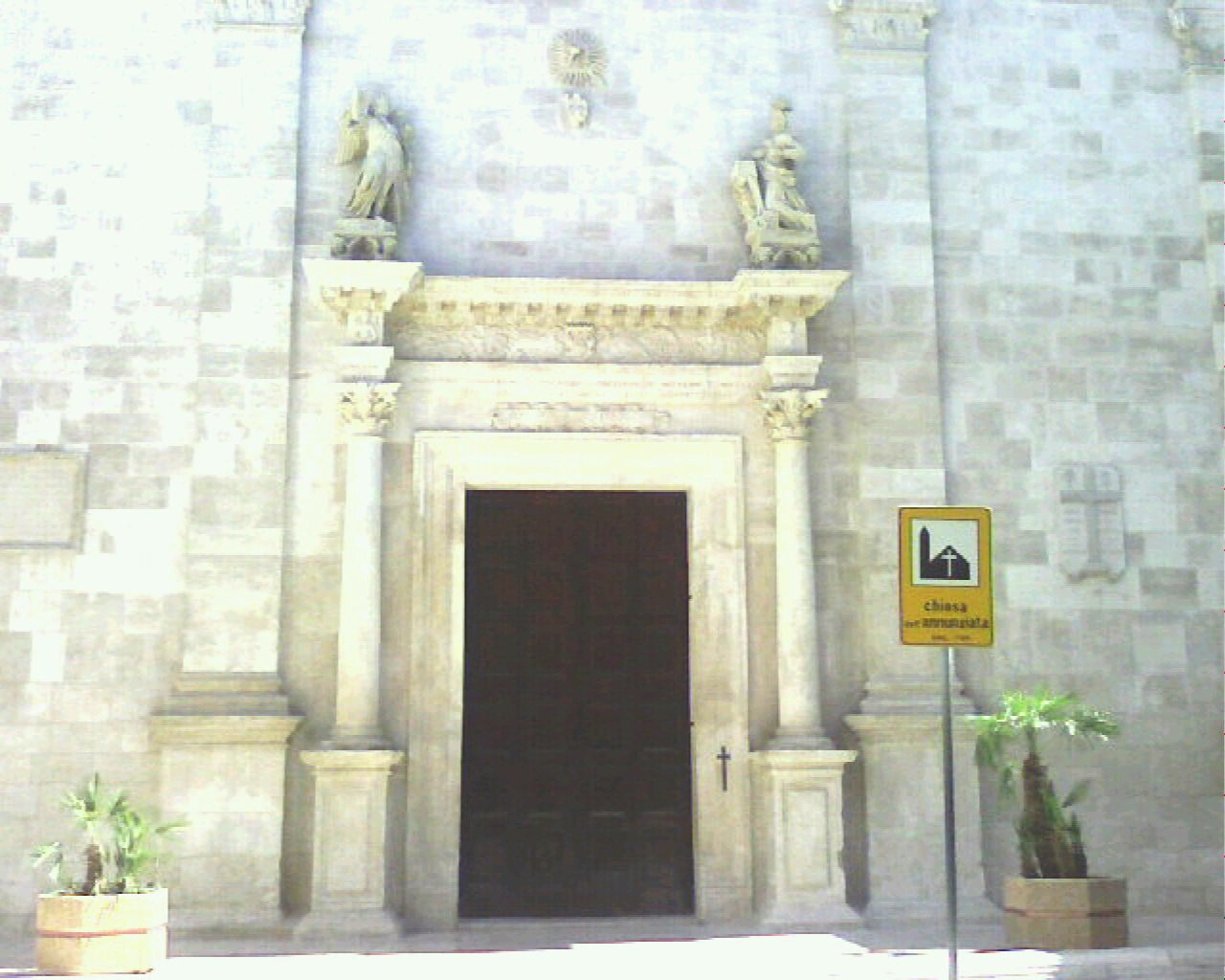
Il portale della chiesa

Verso la metà del XIX secolo, l'arciprete Nicola Affatati, in accordo con l'arcivescovo Michele Basilio, si impegnò per far ottenere alla chiesa, dalla Santa Sede e dal Governo, il titolo di collegiata riservato a quelle chiese di una certa importanza che svolgono un servizio liturgico corale (come quello del capitolo cattedrale), ma non sostengono l'azione pastorale di un vescovo.
Le argomentazioni portate per l'ottenimento di tale titolo furono: l'antica tradizione che vedeva Modugno fra le sedi vescovili, la grandezza della chiesa, la preminenza morale del Capitolo, la grandiosità degli indumenti e degli ornamenti, la buona dotazione di reddito e la vasta popolazione.
A pochi anni dalla petizione inviata dalla chiesa, Papa Pio IX emanava una bolla, datata 6 marzo 1854, con la quale si concedeva il titolo di collegiata insigne. La bolla fu seguita dal decreto reale di Ferdinando II dell'8 aprile che confermava il titolo. Il Capitolo collegiale doveva essere formato da 41 canonici. La collegiata aveva una dotazione di 8000 ducati. A ricordo dell'evento che innalzò la maggior chiesa di Modugno ad una dignità più elevata, venne apposta una lapide nei pressi della sacrestia.
Nel 1866 la monarchia dei Savoia, subentrata a quella dei Borboni da cinque anni, estese la legge eversiva contro tutti gli ordini religiosi già in vigore nel Regno di Sardegna. In questa maniera gli ordini religiosi vennero soppressi e i loro beni passarono al demanio. Per effetto di questa legge furono soppressi, a Modugno, il monastero delle olivetane, il monastero delle clarisse e il convento dei cappuccini. Questo provvedimento rientrava nella linea anticlericale da lungo tempo adottata da Casa Savoia anche prima dell'unità d'Italia.
Sempre nella stessa ottica, il 15 agosto 1867 fu emanata una legge che sopprimeva gli enti ecclesiastici del Clero Secolare, vietandone anche il loro futuro ricostituirsi; anche in questo caso i beni degli enti soppressi furono devoluti al Demanio. Vennero conservati solo i vescovadi, le parrocchie e i capitoli cattedrali (limitati a soli 12 canonici).
Per questa ragione, la neonata Collegiata Insigne modugnese perse tutti i beni che possedeva. Nello stesso periodo, inoltre, si verificò una progressiva diminuzione del Clero cosicché si ridusse drasticamente il numero dei partecipanti al Capitolo.
Nel 1929, con la firma dei Patti Lateranensi. Le associazioni religiose riacquisirono la capacità giuridica, e quindi la possibilità di possedere beni. Tuttavia, non essendo prevista nel concordato la restituzione dei beni precedentemente tolti alle stesse Associazioni, la Collegiata Insigne di Modugno rimane un titolo al quale non corrisponde alcun beneficio patrimoniale. Se a questo si aggiunge la diminuzione del clero e le nuove esigenze pastorali della Chiesa che inducono i sacerdoti a spostarsi dai propri paesi d'origine, è possibile notare come i membri del Capitolo di Modugno si siano ridotti a poche unità.

## Archivio capitolare parrocchiale
L'archivio parrocchiale della chiesa matrice conserva una grande quantità di documenti, appartenenti anche ad altre istituzioni religiose che in passato hanno operato sul territorio modugnese.
Nei primi anni duemila, sono stati svolti dei lavori di schedatura e riordinamento dei documenti contenuti nell'archivio parrocchiale.
Nel corso del tempo, sono state effettuate diverse ricognizioni dei documenti in possesso della maggiore parrocchia di Modugno e sono stati redatti diversi inventari, dai quali si possono trarre informazioni utili. Dagli inventari cinquecenteschi si deduce che i documenti erano conservati in casse nella sacrestia. Gli inventari del Settecento indicano in maniera più specifica la collocazione dei documenti. Altre ricognizioni dei documenti parrocchiali sono state eseguite nel 1874 e nel 1910. Al momento della recente opera di riordino, l'archivio si presentava diviso in faldoni, talvolta numerati con numeri romani, il contenuto dei quali, però, non sempre corrispondeva con le annotazioni.
Fra i documenti conservati, assume notevole rilievo la corrispondenza della regina Bona Sforza con il Capitolo, il clero ed i suoi ufficiali di Modugno. Due lettere autografe, datate 1545 e 1556, riguardano problemi di amministrazione della giustizia e della vita cittadina. Sono conservate anche epistole di uomini di fiducia della regina.
Oltre 90 sono le pergamene custodite nell'archivio. Esse hanno date che vanno dal 1411 al Settecento e riguardano essenzialmente contratti ed atti notarili.
Di notevole importanza per la storia della chiesa e ricchi di informazioni sugli argomenti più disparati sono i documenti redatti, in occasioni delle visite pastorali, dal 1513 al 1963.
Molto minuzioso nella descrizione di ogni aspetto della vita spirituale, non solo di questa chiesa, ma di tutta Modugno, è la "Risposta delli Primiceri e dei provveditori e clero della maggior chiesa della città di Modugno alle notizie generali ordinate per informazione del monsignor arcivescovo circa lo stato ecclesiastico e circa le anime della città suddetta", probabilmente presentata all'arcivescovo di Bari, Pignatelli, in occasione della sua visita pastorale del 1774.
Altri documenti di importante valore storico e storiografico sono gli atti rogati da ben otto notai che hanno lavorato a Modugno tra il Cinquecento e il Settecento.